# Chung Hán Lương
Chung Hán Lương (tiếng Trung: 钟汉良; bính âm: Zhong Hànliáng, tiếng Anh: Wallace Chung, sinh ngày 30 tháng 11 năm 1974), là một trong những nam diễn viên, ca sĩ, vũ công nổi tiếng nhất người Hồng Kông gốc Trung Quốc đại lục.  Anh là diễn viên Hong Kong duy nhất được đề tên trong danh sách Diễn viên Điện ảnh - Truyền hình Trung Quốc nhân dịp kỷ niệm 60 năm ngành phim.
Năm 1993, anh xuất đạo từ đài truyền hình TVB Hong Kong, năm 1995 phát hành album "OREA" tại Đài Loan, hai năm liên tiếp được chọn là "10 thần tượng lớn được yêu thích nhất Đài Loan. Ngày 27 tháng 6 năm 2003 thành lập "phòng làm việc âm nhạc Hoa Hoa Thảo Thảo. Năm 2010 phát hành album <<Thị giác động vật>>. Hai năm 2011, 2012 đều đạt giải "Nam ca sĩ biểu diễn vũ đạo xuất sắc nhất năm bảng xếp hạng Ca khúc Trung Quốc". Năm 2012 anh tổ chức concert Chung Hán Lương S- Party. Năm 2015 phát hành album "Nhạc tác nhân sinh". Năm 2016 tổ chức "Tour lưu diễn Sing For Life Nhạc tác nhân sinh". Cùng năm đó nhờ "Nhạc tác nhân sinh" và ca khúc "Hà Dĩ ái tình" mà đạt 3 giải "Album được yêu thích nhất","Ca khúc được yêu thích nhất","Ca khúc nhạc phim được yêu thích nhất" lễ Thịnh Điển thường niên bảng Âm nhạc Phong Vân lần thứ 16.  Cuối năm, đầu xuân 2017-2018 liên tiếp biểu diễn ở Xuân Vãn và đêm hội Giao thừa, biểu diễn các ca khúc " Trung Hoa hảo nhi tôn", "Truyền nhân của rồng" và "Thiên diệu Trung Hoa"của đài truyền hình Trung Ương (CCTV). Tháng 2 năm 2019, lần thứ hai lên sân khấu Xuân Vãn của CCTV, biểu diễn ca khúc "Trung Quốc hỷ sự".
Năm 1999, anh chuyển hướng phát triển, đặt diễn xuất điện ảnh-truyền hình làm trọng tâm sự nghiệp. Năm 2012 dựa vào phim điệp chiến "Ngàn cân treo sợi tóc", đạt giải "Nam diễn viên được yêu thích nhất" giải thưởng truyền hình Kim Ưng lần thứ 26 và đề cử "Nam diễn viên nổi tiếng nhất"lễ nghệ thuật Kim Ưng Trung Quốc lần thứ 9, trở thành diễn viên Hong Kong-Ma Cao-Đài Loan đầu tiên được đề cử và nhận giải trong lịch sử Kim Ưng, cũng là diễn viên Hong Kong-Ma Cao-Đài Loan đầu tiên đạt giải thưởng truyền hình cấp quốc gia. Năm 2014 nhờ phim võ hiệp "Thiên nhai minh nguyệt đao", một lần nữa anh được đề cử giải thưởng. Năm 2016 nhờ vào diễn xuất xuất sắc, anh đã thành công lột tả vai diễn tên tội phạm Trương Lễ Tín trong phim Cảnh sát "Tam nhân hành" và vinh dự thắng giải "Nam diễn viên chính được truyền thông chú ý nhất" Chinese Movie Channel, khuôn khổ LHP Quốc tế Thượng Hải.

## Tiểu sử
Chung Hán Lương sinh ra và lớn lên Hồng Kông trong gia đình có bố mẹ, hai chị gái và em gái.

## Sự nghiệp nghệ thuật

### Thời kỳTVB
Năm 1992, Chung Hán Lương thi đậu lớp luyện vũ đạo đài TVB Hong Kong, và được chọn làm vũ công tuyến 1 của đài. Cùng năm anh được điều tạm đến bộ phận diễn xuất, diễn vai chính phim truyền hình đài TVB Thiếu niên ngũ hổ, thủ vai thời trẻ của Chung Trấn Đào trong ban nhạc The Wynners.
Năm 1994, trước sau đã tham gia phim Tòa án thứ 3, Hồ sơ trinh sát, v.v của TVB. Trong Ân tình chưa phai, anh đã diễn thiếu niên thiểu năng trí tuệ Trương Gia Cường. Anh đã thể hiện xuất sắc khả năng diễn xuất thiên phú khiến người xem ấn tượng sâu sắc. Cùng năm đó anh làm MC chương trình giải trí K-100.

### ThờikỳMusic Impact Entertainment Ltd.
Năm 1995, Chung Hán Lương được nhà sản xuất âm nhạc Đài Loan Thái Chính Tiêu phát hiện, ký hợp đồng với Music Impact Entertainment Ltd. (sau này bị hang đĩa BMG thu mua), và nhà sản xuất sáng tạo Ái Dữ Thành Đài Loan. Tháng 7 năm đó Chung Hán Lương phát hành album quốc ngữ đầu tay OREA tại Đài Loan, Lấy OREA, Là yêu hay là đau thương làm ca khúc chủ lực tiến vào giới ca hát Đài Loan. Tháng 12, ra mắt album quốc ngữ thứ hai Ở bên em. Anh cũng đã lấy biệt danh "Tiểu Thái Dương" làm nam ca sĩ Hong Kong lứa tân sinh Đài Loan. Ở Đài Loan thành lập fanclub Châu Á "Câu lạc bộ năng lượng Tiểu Thái Dương", người hâm mộ trong fanclub lúc đó đã có hơn 3000 người.  
Tháng 6 năm 1996, phát hành album quốc ngữ thứ ba Kỳ tích, tặng đồng tiền vàng kỷ niệm phiên bản giới hạn đi kèm với album. Tháng 7, Chung Hán Lương quay bộ phim điện ảnh đầu tiên Lớp trưởng siêu cấp ở Đài Loan, đảm nhiệm vai chính và biểu diễn ca khúc chủ đề Yêu không lựa chọn và nhạc phim Kỳ tích. Bộ phim này là tác phẩm điện ảnh ăn khách nhất mùa hè ở Đài Loan năm 1996. Tháng 10, anh phát hành album tiếng Quảng đầu tiên Một ngàn loại không yên tâm(tên khác Lễ vật, dựa vào "Một vạn loại không yên tâm", "Lễ vật" mà thành công tiến vào nền âm nhạc Hong Kong).
Tháng 1 năm 1997, Chung Hán Lương ra mắt album quốc ngữ thứ 4 Thân ái, cùng kỳ phát hành photobook cá nhân đầu tiên Hoàn Chuyển Nhân Mã (Phép quay Nhân Mã). Tháng 1 năm đó quay phim điện ảnh Phi nhất bàn ái tình tiểu thuyết do Cẩm Bằng giám chế. Bộ phim này chính là bộ điện ảnh đầu tiên Chung Hán Lương tham diễn ở Hồng Kông sau khi nổi tiếng ở Đài Loan.
Tháng năm 1998, Chung Hán Lương phát hành album quốc ngữ thứ năm Em yêu anh ta sao. Tháng 2, anh hợp tác với nữ ca sĩ Đài Loan Na Na Tang quay phim điện ảnh âm nhạc Biệt luyến, đảm nhiệm vai nam chính Chu Hán, đến Thượng Hải quay chụp. Tháng 6, anh tham gia diễn xuất phim điện ảnh tam đoạn thức Ác nữ liệt liệt truyện (tam đoạn thức: phim có cốt truyện và bố cục phổ thông, được chia thành 3 phần: phần mở đầu, phần giữa và phần kết thúc) được đầu tư độc lập bởi Tập đoàn điện ảnh Đài Loan Trung Quốc, trong phim anh diễn nam chủ phần thứ ba (kết thúc) A cẩu A miêu, nữ chủ là Giả Tịnh Văn. Bộ phim này đã được đề cử nhiều giải Kim Mã. Tháng 10, Chung Hán Lương phát hành album quốc ngữ thứ 6 Hello, How are you, một ca khúc chính khác trong album Tàu điện ngầm vào vòng trong giải "Ca từ hay nhất giải Kim Điển" năm đó, mà các bài hát Rất nhớ em, Chúng ta, Anh rất muốn biết,v.v do Chung Hán Lương viết lời cũng được thu lại trong album này, nhận được đánh giá tốt. Cuối năm này hợp đồng của anh với hãng đĩa BMG đến hạn.
Từ năm 1999, Chung Hán Lương dần dần chuyển hướng đóng phim truyền hình. Tháng 10, anh diễn vai nam chính Bạch Vân trong phim Bạch thủ phong vân do Cúc Giác Lượng giám chế. Bộ phim này lên sóng lần đầu trên Kênh SET Metro (Đài Loan) vào ngày 13/12/2000.
Tháng 5 năm 2000, hãng đĩa BMG phát hành ca khúc quốc ngữ mới và album chọn lọc "Ca khúc hay nhất" của Chung Hán Lương, thu âm 2 ca khúc quốc ngữ mới Cô bé Lọ lem và Anh nói rất ít.

### Thời kỳ "Hãng thu âm Rock Records" Đài Loan
Tháng 6 năm 2000, ký hợp đồng với bộ phận môi giới hãng thu âm Rock Records Đài Loan, trở thành nghệ sĩ ký hợp đồng đầu tiên dưới trướng của công ty. Tháng 9, Chung Hán Lương diễn nam chính phim điện ảnh Đời này có hẹn. Tháng 10, anh diễn nam chính phim truyền hình 8h tối đài truyền hình Đài Loan Lên nhầm cầu thang ngủ nhầm giường.
Tháng 2 năm 2001, Chung Hán Lương diễn nam chính phim truyền hình Phong trần vũ điệp. Tháng 7, làm khách mời phim phim thần tượng Vườn Sao Băng, diễn vai thiếu niên làng chàng A Tùng. Tháng 10, anh đến Thượng Hải quay phim truyền hình Thiên ti vạn lũ do Hoàng Dĩ Công đạo diễn.
Năm 2002, Chung Hán lương diễn phim truyền hình Lặng lẽ yêu em chiếu 8h tối trên đài Truyền hình Trung Hoa, Đài Loan, đảm nhiệm vai nam chính Giang Thừa Phi và thể hiện ca khúc chủ đề phim Yêu thầm như quả bom.  Tháng 10, anh đến Thượng Hải quay phim võ hiệp đầu tư lớn Tứ đại danh bộ hội kinh sư, thủ vai Truy Mệnh.
Tháng 4 năm 2003, Chung Hán Lương làm khách mời phim thần tượng đài truyền hình Trung thị, Đài Loan Hi! Working Girl từ tập 5 đến tập 8, thủ vai Johnny. Tháng 9 anh đến Ngân Xuyên, Hạ Môn, quay phim truyền hình võ hiệp cải biên từ tiểu thuyết của Ôn Thụy An Nghịch thủy hàn. Trong phim anh diễn vai "kinh tài tuyệt diễm" Cố Tích Triều.
Tháng 1 năm 2004, Chung Hán Lương phát hành album quốc ngữ thứ 7 Flow to Paris, ca khúc chính "Flow to Paris", Không quá dịu dàng, Yêu thầm như quả bom đạt được đánh giá tốt. Tháng 3, anh đến Trác Châu, Hà Bắc quay phim cổ trang hiệp khách Ma giới chi Long Châu, trong phim anh thủ vai thiếu niên hiệp khách Lục Dật báo thù cho cha. Tháng 6, anh diễn nam chính Vu Hựu Hòa phim truyền hình Ánh mặt trời lúc nửa đêm- một trong tam bộ khúc của Hải Nhuận Dương Quang.

### Thời kỳ phòng làm việc cá nhân
Tháng 6 năm 2005, Chung Hán Lương đến Ngân Xuyên, Ninh Hạ diễn vai Lệ Nam Tinh trong phim truyền hình võ hiệp cải biên từ tiểu thuyết của Lương Vũ Sinh Hiệp cốt đan tâm.
Tháng 3 năm 2006, anh thủ vai nhà thơ đầu tiên thời Mãn Thanh Nạp Lan Tính Đức phim truyền hình Khang Hy bí sử do Vưu Tiểu Cương đạo diễn. Tháng 7, anh diễn vai Khang Hy phim truyền hình Lộc Đỉnh Kỷ phiên bản mới do Trương Kỷ Trung sản xuất. Anh đã xuất sắc diễn giải hai nhân vật lớn thời Thanh. Tháng 6 cùng năm, phòng làm việc Hoa Hoa Thảo Thảo phát hành album đầu tay Phong hòa bạch lệ, Chung Hán Lương đã đến Luân Đôn quay MV.
Tháng 5 năm 2007, Chung Hán Lương quay phim truyền hình Vua Thượng Hải, thủ vai "vua Thượng Hải thời kỳ mới" Dư Kỳ Dương. Tháng 10, anh quay phim điện ảnh kỹ thuật số Hoa hồng đêm cải biên từ tiểu thuyết cùng tên của nhà văn Thái Trí Hằng (Thái lưu manh) ở Bắc Kinh, anh thủ vai nam chính Kha Chí Hồng. Tháng 11, Chung Hán Lương quay phim truyền hình Mai Khôi giang hồ, thủ vai nam chính Mộc Thịnh.
Tháng 3 năm 2008, Chung Hán Lương đến Bắc Kinh quay phim điện ảnh Đấu ái, thủ vai quán quân nhảy Latin Mộng Tư Nam. Tháng 7, anh diễn series điện ảnh Hỏa tuyến truy hung do CCTV6 sản xuất, thủ vai nam chính trí dũng song toàn trưởng thám tử lão hổ Chung Lãng.
Tháng 3 năm 2009, Chung Hán Lương đóng phim truyền hình chiến tranh huyền nghi Nội Tuyến do Vưu Tiểu Cương giám chế, thủ vai Lương Đông Ca. Bộ phim này lên sóng 4 đài truyền hình lớn vào ngày 27/09/2010, đạt top 5 tỷ suất người xem khung giờ hoàng kim. Tháng 10 cùng năm, anh làm khách mời phim hài kịch đề tài cuộc sống chủ nghĩa hiện thực ấm áp Không bằng khiêu vũ do Trương Quốc Lập đạo diễn, thủ vai diễn viên vũ đạo La Bằng. Bộ phim này phát sóng lần đầu trên CCTV 1 khung giờ hoàng kim vào ngày 09/06/2010. Tháng 11, anh diễn phim tình cảm dân quốc chế tác lớn Không kịp nói yêu em, thủ vai Tứ Thiếu Mộ Dung Phong. Ngày 17/05/2011, bộ phim này lên sóng đài truyền hình Chiết Giang, đạt được rating cực kỳ tốt. Sau này bộ phim được chiếu lại liên tục trên khắp các đài truyền hình lớn, nhỏ, từ đài địa phương đến trung ương và đều duy trì mức rating ổn định mỗi lần chiếu lại. Thậm chí vào đầu năm 2021, phim được chiếu lại vào giờ trưa trên đài truyền hình Hồ Nam và ghi nhận mức rating trung bình 0.6, áp đảo các bộ phim chiếu giờ vàng của các đài truyền hình lớn lúc đó.
Tháng 6 năm 2010, Chung Hán Lương diễn phim truyền hình dân quốc Không còn sự lựa chọn, thủ vai Tề Thiên Bạch. Tháng 10 năm 2010, anh quay phim truyền hình dân quốc Dưới gốc cây bồ đề, thủ vai nam chính Quan Hậu Phát. Phim lên sóng đài truyền hình Tứ Xuyên ngày 14/07/2012. Ngày 24/09/2010, phòng làm việc Hoa Hoa Thảo Thảo phát hành album quốc ngữ Thị giác động vật, cách biệt sáu năm anh mới quay lại ca hát. Ngày 24 tháng 10 phát hành album này ở nội địa, lượng tiêu thụ rất tốt, còn dựa vào album này mà đạt được "Giải nam ca sĩ biểu diễn vũ đạo đẹp nhất" bảng xếp hạng Ca khúc Trung Quốc năm 2010.
Tháng 3 năm 2011, Chung Hán Lương quay phim điệp chiến dân quốc Ngàn cân treo sợi tóc, thủ vai hai anh em song sinh Dương Mộ Sơ và Dương Mộ Thứ, đồng thời biểu diễn ca khúc đầu phim Hắc. Bộ phim này được chiếu trên đài truyền hình Bắc Kinh ngày 31/07/2012. Dựa vào bộ phim này mà Chung Hán Lương đã phá vỡ hạn chế "nghệ sĩ Cảng Đài vô duyên với giải Kim Ưng", được vào vòng trong của giải thưởng này với văn kiện phê chuẩn đặc biệt của Nhà Nước,  giành được đề cử "Giải nam diễn viên được yêu thích nhất" giải thưởng truyền hình Kim Ưng Trung Quốc lần thứ 26, và thắng "Giải diễn viên Cảng Đài được yêu thích nhất lễ Truyền hình Nghệ thuật Kim Ưng năm 2012", trở thành diễn viên Cảng Đài đầu tiên đạt được giải thưởng phim truyền hình cấp quốc gia. Ngày 13/06/2011, Chung Hán Lương quay phim truyền hình cải biên từ tiểu thuyết của Cổ Long- Thiên nhai minh nguyệt đao, thủ vai đại nam chủ Phó Hồng Tuyết. Bộ phim được phát sóng lần đầu trên đài truyền hình Hồ Nam vào ngày 24/06/2012. Năm đó bộ phim này đã "cứu cánh" rating chạm đáy liên tục trong vòng một năm của đài Hồ Nam, đạt được thành tựu xuất sắc và mở lại thời kỳ rating ổn định cho nhà đài. Năm 2013 dựa vào bộ phim này mà Chung Hán Lương nhận được "Giải nam diễn viên xuất sắc nhất năm" Thịnh điển Ảnh thị LeTV lần thứ 3. Bên cạnh đó, năm 2014 dựa vào "Thiên nhai minh nguyệt đao" một lần nữa được để cử "Giải nam diễn viên Cảng Đài được yêu thích nhất" giải thưởng phim truyền hình Kim Ưng Trung Quốc lần thứ 27. Ngày 20/08/2011, anh phát hành ca khúc Rồi một ngày chúng ta sẽ già, ca khúc này lọt vào top 10 ca khúc hay nhất bảng xếp hạng Ca khúc Trung Quốc năm 2011, cá nhân anh đạt được "Giải nam ca sĩ biểu diễn vũ đạo đẹp nhất". Ngày 01, 02/10 cùng năm, Chung Hán Lương tổ chức trạm concert đầu tiên "Concert S-Party Chung Hán Lương" ở sân vận động Lô Loan, Thượng Hải. Vé vào cổng trạm đầu tiên đã tẩu tán sạch trong vòng 15 phút. Cuối năm 2011, anh vào đoàn phim Độc chiến do Đỗ Kỳ Phòng đạo diễn, diễn vai cảnh sát săn lùng bọn buôn thuốc phiện Quách Vỹ Quân. Bộ phim này ra rạp ngày 02/04/2013, thực tích phòng vé hơn 100 triệu.
Ngày 18/12/2012, Chung Hán Lương tổ chức trạm thứ ba "Concert S-Party Chung Hán Lương"  tại sân vận động Thiên Hà, Quảng Châu. Tháng 4, anh quay phim truyền hình Thời tươi đẹp nhất chuyển thể từ thuyết Bí mật bị thời gian vùi lấp của nhà văn Đồng Hoa, thủ vai nam chủ Lục Lệ Thành. Bộ phim này lên sóng đài truyền hình Hồ Nam ngày 20/11/2013 với 730 cảnh phim, chia sẻ thời gian phát sóng với phim "Chúng ta kết hôn đi", dẫn đến mỗi ngày phim chỉ chiếu 20 phút. Vào ngày 11 tháng 12, khôi phục tình trạng phát sóng ban đầu, liên tục chiếu 3 tập phim, rating phim nhanh chóng phá 2, đạt được thành tích đẹp mắt. Dựa vào bộ phim này mà Chung Hán Lương thắng "Giải nam diễn viên xuất sắc nhắc Cảng Đài phim truyền hình của năm" thịnh điển LeTV ảnh thị lần thứ 4.

### Thời kỳ Hải Nhuận Ngân Hà Hong Kong
Ngày 09/06/2012, Chung Hán Lương gia nhập công ty hữu hạn diễn nghệ Hải Nhuận Ngân Hà. Tháng 7, anh quay bộ điện ảnh Khu vườn bí mật, thủ vai nam chính Kim Chu Nguyên. Phim ra rạp ngày 28/12/2012. Tháng 9, anh quay bộ điện ảnh tình cảm nghiệp vụ Ái thần, diễn vain am chính Tư Tùng, đồng thời thể hiện ca khúc chủ đề "Ái thần". Bộ phim này ra rạp này 08/03/2013. Tháng 11, Chung Hán Lương vào đoàn phim truyền hình võ hiệp cải biên từ tiểu thuyết cùng tên bản chỉnh sửa năm 2005 của nhà văn Kim Dung- Thiên Long Bát Bộ, thủ vai đại nam chủ Tiêu Phong. Bộ phim được phát sóng trên đài truyền hình Hồ Nam vào ngày 22/12/2013 với 730 cảnh phim, mỗi ngày chiếu một tập. Ngày 17/01/2014 chiếu 3 tập liên tiếp mỗi ngày trên đài truyền hình Chiết Giang, rating phá 1. Tháng 10 năm 2013 diễn phim điện ảnh nhỏ "Thiên long bát bộ" và thể hiện ca khúc chủ đề "Thiên hạ chi phong".
Tháng 3 năm 2013, Chung Hán Lương quay phim đại chế tác đề tài truyền kỳ dân quốc Thập nguyệt vi thành, thủ hai vai Lý Trùng Quang và Vương A Tứ, đồng thời thể hiện ca phúc cuối phim "Hương cố hương" và ca khúc nhạc phim "Trung Quốc Sơn". Bộ phim lên sóng đài 4 đài truyền hình lớn (Hồ Nam, Đông Phương, Chiết Giang, Giang Tô) ngày 27/06/2014 và xuất sắc lọt top "Tuyển tập phim truyền hình hay nhất Trung Quốc năm 2014" của Tổng cục phát thanh truyền hình Trung Quốc (Quảng điện). Tháng 7, anh diễn phim truyền hình kháng chiến chế tác lớn kỷ niệm 70 năm thắng lợi chiến tranh chống phát xít Dũng sĩ chi thành, thủ vai Đảng viên cộng sản Hà Bình An. Bộ phim này lên sóng 4 đài truyền hình Trung Quốc vào ngày 31/05/2014. Tháng 11, Chung Hán Lương diễn phim điện ảnh kỳ ảo 3D Tróc yêu ký do Từ Thành Nghị đạo diễn, thủ vai Cát Thiên Hộ, đồng thời hát ca khúc chủ đề phim Kỳ thư. Bộ phim này ra rạp ngày 16 tháng 7 năm 2015, phá kỷ lục phòng vé thời bấy giờ và trở thành phim điện ảnh có doanh thu cao nhất năm 2015. Tháng 12, anh diễn phim hài tình cảm Khuê mật do Hoàng Chân Chân đạo diễn, thủ vai Lâm Kiệt. Bộ phim ra rạp ngày 30/07/2014, phòng vé phá 200 triệu.
Tháng 3 năm 2014, Chung Hán Lương tham gia phim điện ảnh Hậu hội vô kỳ do Hàn Hàn đạo diễn, thủ vai người bí mật A Lữ. Bộ phim này ra rạp ngày 24 tháng 7, doanh thu phòng vé phá 600 triệu. Tháng 4, anh tham gia bộ phim điện ảnh hài tình cảm Bạn gái hồi xuân của tôi do đạo diễn Hàn Quốc Kwak Jae Yong chỉ đạo, thủ vai Lưu Xung. Bộ phim này là tác phẩm cuối trong tam bộ khúc "bạn gáu châu Á" của đạo diễn Kwak Jae Yong, hai bộ còn lại là "Bạn gãi dã man của tôi", và "Bạn gái người máy của tôi". Tác phẩm này ra rạp ngày 12/12/2014. Tháng 6 cùng năm, anh quay phim truyền hình Bên nhau trọn đời cải biên từ tiểu thuyết cùng tên của Cố Mạn, thủ vai nam chủ Hà Dĩ Thâm, và thể hiện ca khúc cuối phim Hà Dĩ ái tình. Ngày 10/01/2015, bộ phim được phát sóng lần đầu song song trên hai đài truyền hình Đông Phương và Chiết Giang. Từ ngày 11/01/2015, phim lên sóng đài An Huy, sau đó chiếu lại rất nhiều lần trên các đài Thâm Quyến, Quảng Đông, Thiểm Tây, Hạ Môn và các đài truyền hình CCTV. Ngoài ra, phim còn được phát sóng trên đài MBC- một trong ba đài truyền hình lớn của Hàn Quốc. Vào năm đó, "Bên nhau trọn đời" cũng lọt vào "Tuyển tập phim truyền hình Trung Quốc năm 2015" của Tổng cục Quảng bá Phát thanh Truyền hình Quốc gia. Tháng 7 anh và em gái Jackie ghi hình  chương trình giải trí cạnh tranh sống còn phiên bản người nổi tiếng đi khắp thế giới Cuộc đua kỳ thú (The Amazing Race China) của đài truyền hình Thâm Quyến.
Ngày 05/01/2015, tại thư viện Đài Bắc lầu ba Trung Sơn Đường tổ chức khai mạc "Phù Quang Lược Ảnh- Triển lãm nhiếp ảnh cá nhân và họp báo phát hành sách mới của Chung Hán Lương". Triển lãm có hơn 50 tác phẩm tranh ảnh, do chính Chung Hán Lương chụp trong thời gian rảnh rỗi lúc làm việc, địa điểm … Đài Loan, đại lục và các nơi trên thế giới. Cuối tháng 1, Chung Hán Lương làm khách mời phim điện ảnh The wasted time do Trình Nhĩ đạo diễn, Chương Tử Di, Cát Ưu chủ diễn. Ngày 26/02, anh chủ diễn phim điện ảnh cảnh sát-tội phạm  Tam nhân hành do Đỗ Kỳ Phong đạo diễn, thủ vai tên tội phạm Trương Lễ Tín. Nhờ vào vai diễn hung mãnh và tà mị cùng diễn xuất đột phá, thực lực mà anh đã xuất sắc giành được giải thưởng vinh dự "Nam chính được truyền thông chú ý nhất" Chinese Movie Channel, khuôn khổ LHP Quốc tế Thượng Hải. Bộ phim này ra rạp ngày 24/06/2016. Ngày 24/04, anh ghi hình chương trình Chạy đi người anh em mùa thứ hai kỳ thứ 10 (Running Man bản Trung) ở Bắc Kinh. Chương trình này lên sóng đàu truyền hình Chiết Giang lúc 21h10 ngày 19/06. Sau khi phát sóng đạt rating kỷ lục 5.016, đứng nhất bảng rating các chương trình giải trí cùng thời điểm. Ngày 25 tháng 5 anh ghi hình chương trình thực tế đầu tư lớn trải nghiệm đời sống thanh xuân vườn trường Tôi đi học đây do Iqiyi (Ái Kỳ Nghệ), đài truyền hình Đông Phương và đài JTBC (Hàn Quốc) liên hợp sản xuất. Chương trình này lên sóng đài truyền hình Đông Phương lúc 21h30 kể từ 16/07, phát sóng mạng độc quyền trên Iqiyi.

### Thời kỳ Truyền thông Văn hóa Điện ảnh Truyền hình Hoa Hoa Thảo Thảo Thượng Hải
Năm 2015, hợp đồng của Chung Hán Lương và quản lý công ty TNHH Diễn nghệ Ngân Hà Hải Nhuận Hồng Kong đến hạn, anh đã thành lập phòng làm việc cá nhân là Công ty TNHH Truyền thông Văn hóa Điện ảnh Truyền hình Hoa Hoa Thảo Thảo Thượng Hải. Ngày 7 tháng 6, phim điện ảnh Khuấy đảo Hollywood chính thức công bố ca khúc chủ đề phim do Chung Hán Lương thể hiện Người bình thường. Ngày 14 tháng 6, họp báo phim điện ảnh hài hành động hợp tác Hàn-Trung Thợ săn tiền thưởng (Bounty Hunters) do Chung Hán Lương lĩnh hàm chủ diễn được cử hành trong khuôn khổ LHP Quốc tế Thượng Hải, chính thức xác nhận diễn một vai thợ săn tiền thưởng trong phim. Bộ phim này ra rạp ngày 01/07/2016. Ngày 17/07, anh chủ diễn phim điện ảnh hành động hack não gay cấn xuyên quốc gia Kinh thiên đại nghịch chuyển do Lý Tuấn đạo diễn. Bộ phim ra rạp ngày 15/07/2016. Ngày 9 tháng 10 anh tham dự LHP Quốc tế Seoul và vinh dự nhận giải "Ngôi sao lớn Châu Á" (Asian Grand Star). Ngày 25 tháng 11, phim điện ảnh Sa lậu (Đồng hồ cát) mở họp báo giới thiệu dự án và chính thức công bố đội ngũ sản xuất, Hàn Hàn đảm nhiệm chế tác, Chung Hán Lương lần đầu làm đạo diễn. Ngày 31 tháng 12, chính thức phát hành album Nhạc tác nhân sinh với single chính cùng tên. Ngày 17/01/2016 công bố "Tour concert Sing For Life Nhạc tác nhân sinh", trạm đầu tiên tổ chức ngày 20/02 tại Thượng Hải.
Tháng 2 năm 2016, Tour concert Sing For Life Nhạc tác nhân sinh năm 2016 của Chung Hán Lương khai diễn tại Thượng Hải. Tháng 3, phim truyền hình cổ trang Cô phương bất tự thưởng do Cúc Giác Lượng đạo diễn, Trương Dũng Thám làm tổng biên kịch công bố Chung Hán Lương diễn vai nam chính Trấn Bắc Vương Tấn quốc Sở Bắc Tiệp. Đây là lần hợp tác thứ năm của Chung Hán Lương và Cúc Giác Lượng. Bộ phim khai máy tháng 4 năm 2016, lên sóng độc quyền giờ Vàng đài truyền hình Hồ Nam vào ngày 02/02/2017. Sau khi phát sóng bộ phim liền phá 1 rating bảng CSM52, trở thành quán quân rating so với các bộ phim truyền hình phát sóng cùng thời điểm. Rating trung bình của phim là 1.314, lọt top 3 rating cao nhất đài Hồ Nam năm 2017, nằm trong top 10 rating cao nhất toàn quốc năm 2017. Đồng thời chiếu mạng độc quyền trên LeTV đột phá gần 20 tỷ lượt xem. Ngoài ra, Chung Hán Lương cũng thể hiện ca khúc cuối phim Một nhành Cô Phương. Tháng 4, anh chủ diễn phim truyền hình Nhất lộ phồn hoa tương tống(Con đường đưa tiễn đầy hoa) chuyển thể từ tiểu thuyết cùng tên của Thanh Sam Lạc Thác, do Văn hóa Ảnh thị Lĩnh Ký Bắc Kinh sản xuất. Trong phim anh thủ vai nam chính Lộ Phi. Phim khai máy vào tháng 7, sau khi đóng máy nhanh chóng được phát sóng song song trên hai đài truyền hình Đông Phương và Chiết Giang . Tháng 8, Tour Concer Sing For Life Nhạc tác nhân sinh năm 2016 của Chung Hán Lương lần lượt diễn ra vào ngày 06/08 tại Trung tâm Thể dục Quốc tế Quảng Châu và ngày 13/08 tại Sân vận động Xuân Kiển, trung tâm thể dục vịnh Thâm Quyến. Ngày 24/09, trạm cuối concert năm 2016 được tổ chức tại Trung tâm Thể dục Lạc thị Bắc Kinh. Tháng 10, anh quay phim truyền hình ngôn tình đô thị Lương Sinh đôi ta có thể không đau thương, thủ vai nam chính thâm tình, bá đạo Trình Thiên Hựu, đồng thời thể hiện ca khúc đầu phim Tình yêu không đau thương. Bộ phim này phát sóng độc quyền giờ Vàng đài truyền hình Hồ Nam vào ngày 19/09/2018.
Tháng 3 năm 2017, Chung Hán Lương giám chế và chủ diễn phim truyền hình tình cảm đô thị Lý do của hạnh phúc, trong phim anh diễn vai nghệ sĩ tài hoa Phương Hạo Thanh, ngoài nội dung cốt truyện ấm áp thâm tình lan tỏa năng lượng tích cực ra, Chung Hán Lương còn bỏ ra một phần tâm huyết đầu tư, chú trọng đến nội dung hướng đến các hoạt động công ích trong phim. Tháng 6 anh dự Lễ trao giải Bạch Ngọc Lan và bế mạc Liên hoan phim truyền hình Thượng hải lần thứ 23, đồng thời đảm nhiệm vai trò giám khảo giải thưởng Bạch Ngọc Lan. Đây là lần đầu tiên Chung Hán Lương làm giám khảo cho một giải thưởng truyền hình lớn. Tháng 7, anh dự hoạt động chấm giải "Nữ diễn viên xuất sắc nhắc khu vực châu Âu" giải thưởng Emmy quốc tế lần thứ 45, đồng thời là một trong những giám khảo của giải thưởng này. Ngày 1 tháng 7, Chung Hán Lương mở "Triển lãm nghệ thuật thị giác Chung Hán Lương" tại Bảo tàng nghệ thuật đương đại Thượng Hải. Lần triển lãm này trừ các tác phẩm nhiếp ảnh ra anh còn kết hợp công nghệ AR, bố trí hình bóng, công nghệ Projection Mapping (Ảnh xạ chiếu), v.v và rất nhiều các phương thức trình chiếu khác. Triển lãm này thể hiện sự biến đổi của Hồng Kong thậm chí là thế giới trong mắt Chung Hán Lương, đồng thời tuyên bố chính thức phát động "Kế hoạch hướng dương" của "Chung Hán Lương W Lương Gia Tộc", hoạt động đầu tiên "Thư viện thôn quê hạnh phúc Chung Hán Lương" chính thức diễn ra vào ngày 10 tháng 7. Ngày 26 tháng 8, Concert Sing For Life Nhạc tác nhân sinh trạm Nam Kinh của Chung Hán Lương được tổ chức ở sân vận động trung tâm thể thao Nam Kinh Olympic, Chung Hán Lương lần đầu biểu diễn diễn ca khúc "Một nhành Cô Phương", ca khúc chủ đề phim "Cô phương bất tự thưởng" tại concert, độc tấu piano "Khúc li biệt" của Mozart. Ngày 31 tháng 12, một thân đĩnh đạc tự hào biểu diễn ca khúc "Trung Quốc hảo nhi tôn" tại Đêm hội mừng Năm Mới "Khải Hoàn 2018" của đài truyền hình trung ương.
Ngày 7 tháng năm 2018, phim hiện đại đô thị "Con đường đưa tiễn đầy hoa" do Chung Hán Lương chủ diễn lên sóng, ngày lên sóng đầu tiên đứng đầu rating các phim truyền hình giờ Vàng. Ngày 15 tháng 2, Chung Hán Lương cùng Huỳnh Hiểu Minh, Ngôn Thừa Húc, Hạ Lợi Áo biểu diễn các ca khúc kinh điển "Truyền nhân của rồng" và "Thiên diệu Trung Hoa" tại sân khấu Xuân Vãn năm 2018 trạm Thái An, Khúc Phụ, Sơn Đông. Ngày 16 tháng 2, anh tham gia Đêm hội mừng xuân Hoa kiều toàn cầu năm 2018, hát nhảy các ca khúc Cảm giác đủ và Hà Dĩ ái tình rất sôi động, đẹp mắt và ấn tượng. Tháng 6, Chung Hán Lương được liệt tên vào "Chương nhân vật – Tuyển tập kỷ niệm 60 năm phim truyền hình Trung Quốc" trong bộ sách "Tuyển tập kỷ niệm 60 năm phim truyền hình Trung Quốc". Anh cũng là nam diễn viên Hồng Kong duy nhất vinh dự được có tên trong tập sách. Ngày 10 tháng 11, trạm cuối cùng của Tour Concert Sinh For Life Nhạc tác nhân sinh năm 2018 của Chung Hán Lương diễn ra tại Bắc Kinh, Chung Hán Lương tự đàn tự hát bài "Người bình thường" cảm tạ sự đồng hành và ủng hộ không ngơi nghỉ của người hâm mộ đối với anh. Để đáp lại tình cảm của Chung Hán Lương, Lương dân (fans Chung Hán Lương) đã tặng anh một bức tranh chữ "WM" khổng lồ (=Wa Min= Tiểu Wa – Lương dân) và một biển light stick vàng rực rỡ bao phủ hội trường concert.
Ngày 04/02/2019, Chung Hán Lương tham dự hội trường chính của Xuân Vãn năm 2019, biểu diễn ca khúc "Trung Quốc hỷ sự". Ngày 7 tháng 2, anh chủ diễn phim điện ảnh chiến tranh Giải phóng-Cuộc cứu viện cuối cùng, trong phim anh thủ vai đội trưởng hậu cần Quốc dân Đảng Diêu Triết. Bộ phim ra rạp ngày 27/12. Tháng 8, phim điện ảnh hài tình cảm Sủng ái do Chung Hán Lương chủ diễn tuyên bố ra rạp ngày 31/12/2019. Ngày 28 tháng 8, ca khúc chủ đề cuộc đời Hey, bạn có khỏe không của bộ phim Tôi ở tương lai chờ bạn, đối thoại với bản thân mình năm 17 tuổi. Tháng 9, Chung hán Lương vinh dự nhận được danh hiệu "Mười diễn viên giỏi phim truyền hình" trong Hoạt động bầu chọn các hạng mục hàng đầu trong ngành sản xuất truyền hình (người trong giới) lần thứ 20. Cùng tháng đó Chung Hán Lương tham dự hoạt động chúc mừng "Kỷ niệm 70 năm thành lập Tân Trung Quốc" do Tổng cục phát thanh truyền hình Trung Quốc (Quảng điện) tổ chức. Ngày 16 tháng 11, Chung Hán Lương ghi hình chương trình du lịch âm thực trải nghiệm văn hóa Mạn Du Ký của đài truyền hình Chiết Giang. Anh là một trong hai MC chủ trì chương trình, dùng phương thức du lịch, mỗi một kỳ sẽ cùng với những khách mời khác nhau đi khám phá ẩm thực, cảnh đẹp, đời sống và những câu chuyện hay ho ẩn giấu ở những chuyến đi. Ngày 31 tháng 12, Chung Hán Lương tham dự "Đêm hội mừng xuân năm 2020 đài truyền hình Chiết Giang", biểu diễn ca khúc Rồi một ngày chúng ta sẽ già, v.v.
Ngày 23/05/2020, Chung Hán Lương tham gia chương trình giải trí Đây chính là nhảy đường phố mùa thứ 3, đảm nhiệm cương vị đội trưởng ngôi sao. Chương trình này phát sóng độc quyền trên Youku bắt đầu từ ngày 18/07. Ngày 21 tháng 8, anh làm thầy hướng dẫn khách mời chương trình âm nhạc sống còn theo đuổi giấc mộng của các thiếu niên trẻ tuổi Thiếu niên chi danh kỳ thứ 9. Ngày 26/10, phim hành động cảnh sát-tội phạm do anh chủ diễn cử hành nghi thức khai máy. Ngày 25/10, phim truyền hình tình cảm đô thị Quãng đời còn lại do anh làm nam chính khai máy.
Ngày 26/02/2021, phim truyền hình tình cảm cổ trang Cẩm tâm tự ngọc do Chung Hán Lương chủ diễn lên sóng độc quyền trên Tencent Video. Trong phim anh thủ vai Chinh Tây đại tướng quân Vĩnh Bình Hầu phủ Từ Lệnh Nghi. Bộ phim đã đạt được thành tích vô cùng ấn tượng, sau 17 giờ công chiếu đã phá 100 triệu, lượt xem trung bình mỗi tập phim hơn 100 triệu, tích lũy hơn 5 tỷ lượt xem. Tháng 7 cùng năm anh làm thành viên thường trú chương trình giải trí chiếu giờ Vàng đài Hồ Nam mỗi tối thứ 6 Mùa hạ thiếu niên phái. Ngày 9 tháng 11, lấy vai trò một nhà thám hiểm tham gia phim tài liệu trải nghiệm thám hiểm tái hiện lại con đường Vạn lý trường chinh của Hồng quân Trung Quốc "Hành trình của người dũng cảm" .

## Tác phẩm

### Phim điện ảnh
| Năm phát hành | Tên tiếng Việt                      | Tên tiếng Trung    | Vai diễn                    | Chú thích                                                                  |
| ------------- | ----------------------------------- | ------------------ | --------------------------- | -------------------------------------------------------------------------- |
| 21/12/1996    | Lớp trưởng siêu cấp                 | 超级班长           | Đổng Trấn Vũ                | Vai chính                                                                  |
| 02/09/1997    | Flying Same as Romance Novel        | 飞一般爱情小说     | Leslie                      | Vai chính                                                                  |
| 12/09/1997    | Anh hùng hướng hậu truyện           | 英雄向后转         | Lâm Túng Quán               | Vai chính                                                                  |
| 1998          | Biệt luyến                          | 别恋               | Châu Hán                    | Vai chính Phim điện ảnh âm nhạc                                            |
| 1999          | Ác nữ liệt truyện: A Cẩu A Mao      | 恶女列传之阿狗阿猫 | A Lang                      | Vai chính                                                                  |
| 2000          | Đời này có hẹn                      | 今生有约           | Vương Võ Tân                | Vai chính Không phát hành                                                  |
| 14/02/2009    | Hoa hồng đêm                        | 夜玫瑰             | Kha Chí Hồng                | Vai chính - Phiên 2                                                        |
| 08/07/2009    | Hỏa tuyến truy hùng                 | 火线追凶           | Chung Lãng                  | Vai chính - Phiên 1 Series phim điện ảnh gồm 10 tập được chiếu trên CCTV-6 |
| 14/04/2009    | Đấu ái                              | 斗爱               | Sở Tư Nam                   | Vai chính - Phiên 1                                                        |
| 18/12/2012    | Khu vườn bí mật                     | 秘密花园           | Kim Chu Nguyên              | Vai chính - Phiên 1                                                        |
| 08/03/2013    | Ái thần                             | 爱神               | Tư Tùng                     | Vai chính - Phiên 1                                                        |
| 02/04/2013    | Cuộc chiến thuốc phiện              | 毒战               | Quách Vỹ Quân               | Khách mời                                                                  |
| 24/07/2014    | Hậu hội vô kỳ                       | 后会无期           | A Lữ                        | Phiên 3                                                                    |
| 31/07/2014    | Khuê mật                            | 闺蜜               | Lâm Kiệt                    | Khách mời                                                                  |
| 12/12/2014    | Bạn gái hồi xuân của tôi            | 我的早更女友       | Lưu Xung                    | Phiên 3                                                                    |
| 16/07/2015    | Tróc yêu ký                         | 捉妖记             | Cát Thiên Hộ                | Khách mời                                                                  |
| 24/06/2016    | Tam nhân hành                       | 三人行             | Trương Lễ Tín               | Vai chính - Phiên 3                                                        |
| 01/07/2016    | Thợ săn tiền thưởng                 | 赏金猎人           | Vương Bác Hựu (A Yo)        | Vai chính - Phiên 2                                                        |
| 15/07/2016    | Kinh thiên đại nghịch chuyển        | 惊天大逆转         | Quách Chí Đạt/Quách Chí Hoa | Vai chính - Phiên 1                                                        |
| 16/12/2016    | Lãng mạn tiêu vong sử               | 罗曼蒂克消亡史     | không rõ                    | Khách mời                                                                  |
| 27/12/2019    | Giải phóng- Cuộc cứu viện cuối cùng | 解放·终局营救      | Diêu Triết                  | Vai chính - Diễn xuất đặc biệt                                             |
| 31/12/2019    | Sủng ái                             | 宠爱               | Lý Hiện                     | Vai chính                                                                  |
| 2022          | Túc địch                            | 宿敌               | Giang Văn Phong             | Vai chính - Phiên 1 Phim dự kiến ra rạp tháng 3/2022                       |

### Phim truyền hình
| Năm phát hành                                                              | Tên Tiếng Việt                                   | Tên Tiếng Trung          | Vai diễn                        | Kênh phát sóng | Chú Thích                                                 |
| -------------------------------------------------------------------------- | ------------------------------------------------ | ------------------------ | ------------------------------- | --- | --------------------------------------------------------- |
| 01/03/1993                                                                 | Nguyên Chấn Hiệp                                 | 原振侠                   | không rõ                        | TVB | Khách mời                                                 |
| 10/05/1993                                                                 | Hóa Chi Lý vui vẻ                                | 开心华之里               | Tiêu Quang Vĩ                   | TVB |                                                           |
| 12/07/1993                                                                 | Thiếu niên ngũ hổ                                | 少年五虎                 | Chung Trấn Đào                  | TVB | Vai chính                                                 |
| 07/09/1993                                                                 | Ngày thứ ba vui vẻ                               | 不可思议星期二           | Patrick                         | TVB | Khách mời Tập 6 phần 1 "Vị khách không mời"               |
| 04/10/1993                                                                 | Yêu có ngày mai 2: Mục đích của cuộc đời         | 爱有明天II之天生我才     | Trần Đại Văn                    | TVB |                                                           |
| 1993                                                                       | Tình trường diệu nữ lang                         | 情场妙女郎               | Tô Tỉnh                         | TVB |                                                           |
| 28/02/1994                                                                 | Tòa án thứ ba                                    | 第三類法庭               | Trạm Hùng Lượng                 | TVB |                                                           |
| 1994                                                                       | Trưởng thành ở nhà ga Causeway Bay               | 铜锣湾站之成长           |                                 | TVB | Khách mời Tập 3 chuyên mục "Học viện công khai yêu đương" |
| 13/03/1995                                                                 | Hồ sơ trinh sát                                  | 刑事偵緝檔案             | Lam Ân Trí                      | TVB | Khách mời                                                 |
| 07/12/1995                                                                 | Ân tình chưa phai                                | 親恩情未了               | Trương Gia Cường                | TVB |                                                           |
| 13/12/2000 (chiếu lần đầu) 13/09/2004 (chiếu lần đầu ở Trung Quốc đại lục) | Bạch thủ phong vân                               | 白手风云                 | Sở Vân                          | Lần đầu: Kênh SET Metro (Đài Loan) TQ đại lục: đài Chiết Giang                                                                                            | Vai chính - Phiên 1                                       |
| 20/11/2000                                                                 | Lên nhầm cầu thang ngủ nhầm giường               | 上错楼梯睡错床           | Hứa Quốc Thái                   | Đài truyền hình Đài thị (Đài Loan) | Vai chính                                                 |
| 21/04/2001                                                                 | Lưu tinh hoa viên (Vườn sao băng bản Đài)        | 流星花園                 | A Tùng                          | Đài truyền hình Trung Hoa (Đài Loan) | Khách mời (tập 14, 15)                                    |
| 05/08/2002                                                                 | Lặng lẽ yêu em                                   | 偷偷愛上你               | Giang Thừa Phi                  | Đài truyền hình Trung Hoa (Đài Loan) | Vai chính                                                 |
| 02/12/2002                                                                 | Thiên ti vạn lũ                                  | 千絲萬縷                 | Hàn Vân Thiên                   | |                                                           |
| 09/03/2003                                                                 | Hi! Working Girl                                 | Hi！上班女郎             | Johnny                          | Đài truyền hình Trung thị (Đài Loan) | Khách mời (tập 7, 8, 9, 10)                               |
| 12/08/2003                                                                 | Phong trần vũ điệp                               | 風塵舞蝶                 | Bào Vọng Xuân                   | Hà Bắc vệ thị | Vai chính                                                 |
| 06/01/2004                                                                 | Tứ đại danh bộ hội kinh sư                       | 四大名捕会京师           | Truy Mệnh                       | Kênh Đông Phương ảnh thị | Vai chính                                                 |
| 19/09/2004                                                                 | Nghịch Thủy Hàn                                  | 逆水寒                   | Cố Tích Triều                   | Đài truyền hình Nam Phương Quảng Châu | Vai chính - Phiên 2                                       |
| 25/04/2007                                                                 | Ma giới chi long châu                            | 魔界之龙珠               | Lục Dật                         | Đài truyền hình Quảng Châu |                                                           |
| 07/2005                                                                    | Ánh mặt trời nửa đêm                             | 午夜陽光                 | Vu Hựu Hòa                      | Hồ Nam vệ thị | Vai chính - Phiên 1                                       |
| 29/11/2006 (chiếu lần đầu) 11/11/2007 (chiếu đài)                          | Khang triều bí sử                                | 康熙秘史                 | Nạp Lan Tính Đức                | Lần đầu: Kênh BTV-4 đài truyền hình Bắc Kinh Chiếu đài: Chiết Giang vệ thị, Hà Nam vệ thị, Thiểm Tây vệ thị                                               | Phiên 3                                                   |
| 29/12/2006                                                                 | Hiệp cốt đan tâm                                 | 侠骨丹心                 | Lệ Nam Tinh                     | Kênh Châu Giang Quảng Đông | Vai chính - Phiên 2                                       |
| 15/04/2008 (chiếu lần đầu) 13/12/2008 (chiếu đài)                          | Vua Thượng Hải                                   | 上海王                   | Dư Kì Dương                     | Lần đầu: Kênh tin tức tổng hợp Thượng Hải Chiếu đài: Chiết Giang vệ thị                                                                                   | Vai chính - Phiên 2                                       |
| 05/05/2008 (chiếu lần đầu) 29/10/2008 (chiếu đài)                          | Lộc đỉnh ký                                      | 康熙秘史                 | Khang Hi                        | Lần đầu: Kênh Tống nghệ Giang Tô Chiếu đài: An Huy vệ thị                                                                                                 | Phiên 3 Bản Trương Kỉ Trung đạo diễn                      |
| 22/01/2009                                                                 | Mai khôi giang hồ                                | 玫瑰江湖                 | Mộc Thịnh                       | Đài truyền hình Quảng Đông | Chủ diễn                                                  |
| 09/06/2010                                                                 | Chi bằng khiêu vũ                                | 不如跳舞                 | La Bằng                         | CCTV-1 | Tuyến phụ- Phiên 3                                        |
| 30/08/2010 17/05/2011                                                      | Không kịp nói yêu em                             | 來不及說我愛你           | Mộ Dung Phong (Mộ Dung Bái Lâm) | Lần đầu: Hồ Bắc kinh thị Chiếu đài: Chiết Giang vệ thị | Vai chính - Phiên 1                                       |
| 27/09/2010                                                                 | Nội tuyến                                        | 內線                     | Lương Đông Ca                   | Đông Sơn vệ thị, Hà Bắc vệ thị, Vân Nam vệ thị, Quý Châu vệ thị                                                                                           | Chủ diễn - Phiên 2                                        |
| 22/07/2011 (chiếu lần đầu) 14/07/2012 (chiếu đài)                          | Dưới gốc bồ đề                                   | 菩提樹下                 | Quan Hậu Phác                   | Lần đầu: Kênh giáo dục khoa học Chiết Giang, Kênh phim truyền hình Thâm Quyến Chiếu đài: Tứ Xuyên vệ thị                                                  | Vai chính - Phiên 1                                       |
| 28/03/2012                                                                 | Không còn lựa chọn                               | 別無選擇                 | Tề Thiên Bạch                   | Kênh phim truyền hình Hồ Nam | Vai chính - Phiên 2                                       |
| 27/04/2012 (chiếu lần đầu) 30/07/2012 (chiếu đài)                          | Ngàn cân treo sợi tóc                            | 一觸即發                 | Dương Mộ Sơ/ Dương Mộ Thứ       | Lần đầu: Kênh Trùng Khánh ảnh thị Chiếu đài: Bắc Kinh vệ thị                                                                                              | Vai chính - Phiên 1                                       |
| 24/06/2012                                                                 | Thiên nhai minh nguyệt đao                       | 天涯明月刀               | Phó Hồng Tuyết                  | Hồ Nam vệ thị | Vai chính - Phiên 1                                       |
| 20/10/2013                                                                 | Thời gian đẹp nhất (Bí mật bị thời gian vui lấp) | 最美的時光               | Lục Lệ Thành                    | Hồ Nam vệ thị | Vai chính - Phiên 1                                       |
| 22/12/2013                                                                 | Tân thiên long bát bộ                            | 天龍八部                 | Kiều Phong                      | Hồ Nam vệ thị | Vai chính - Phiên 1                                       |
| 16/02/2014 (chiếu lần đầu) 27/06/2014 (chiếu đài)                          | Thập Nguyệt Vi Thành                             | 十月圍城                 | Vương A Tứ/ Lý Trọng Quang      | Lần đầu: Kênh phim truyền hình Thượng Hải Chiếu đài: An Huy vệ thị, Thâm Quyến vệ thị, Quý Châu vệ thị, Hồ Bắc vệ thị                                     | Vai chính - Phiên 1                                       |
| 02/05/2014 (chiếu lần đầu) 31/05/2014 (lên đài)                            | Dũng sĩ chi thành                                | 勇士之城                 | Hà Bình An                      | Lần đầu: Kênh Tề Lỗ Sơn Đông, Kênh điện ảnh Đông Phương Thượng Hải Chiếu đài: Quảng Đông vệ thị, Liêu Ninh vệ thị, Hắc Long Giang vệ thị, Quý Châu vệ thị | Vai chính - Phiên 1                                       |
| 10/01/2015                                                                 | Bên nhau trọn đời                                | 何以笙簫默               | Hà Dĩ Thâm                      | Đông Phương vệ thị, Giang Tô vệ thị | Vai chính - Phiên 1                                       |
| 03/01/2017                                                                 | Cô phương bất tự thưởng                          | 孤芳不自賞               | Sở Bắc Tiệp                     | Hồ Nam vệ thị | Vai chính - Phiên 1                                       |
| 07/02/2018                                                                 | Con đường đưa tiễn đầy hoa                       | 一路繁花相送             | Lộ Phi                          | Đông Phương vệ thị, Giang Tô vệ thị | Vai chính - Phiên 1                                       |
| 17/09/2018                                                                 | Lương sinh, liệu đôi ta có thể ngừng đau thương? | 凉生，我们可不可以不忧伤 | Trình Thiên Hựu                 | Hồ Nam vệ thị | Vai chính - Phiên 1                                       |
| N/I                                                                        | Lý do của hạnh phúc                              | 幸福的理由               | Phương Hạo Thanh                | N/I | Vai chính - Phiên 1 Phim chưa lên sóng                    |
| 26/12/2021                                                                 | Cẩm tâm tựa ngọc                                 | 锦心似玉                 | Từ Lệnh Nghi                    | Tencent Video | Vai chính - Phiên 1                                       |
| 18/01/2022                                                                 | Đời này có em                                    | 今生有你                 | Nhiếp Vũ Thịnh                  | CCTV8 | Vai chính - Phiên 1 Phim dự kiến lên sóng 18/1/2022       |

### Phim ngắn
| Năm        | Tựa phim                                | Vai diễn                 | Chú thích                                |
| ---------- | --------------------------------------- | ------------------------ | ---------------------------------------- |
| 2012       | Phẩm chất Thuần Hưởng-Chất đồng đạo hợp | Chung Hán Lương          |                                          |
| 2012       | Phẩm chất Thuần Hưởng-Nhân sinh kim bài | Chung Hán Lương          |                                          |
| 01/2014    | Tân thiên long bát bộ                   | Tiêu Phong và Kiều Phong | Tuyên truyền phim truyền hình cùng tên   |
| 04/05/2021 | Tuổi trẻ tươi đẹp hơn                   | Chung Hán Lương          | Phim ngắn quảng cáo hãng sữa Milk Deluxe |

### Lồng tiếng
| Năm  | Tựa phim        | Vai diễn   | Chú thích                          |
| ---- | --------------- | ---------- | ---------------------------------- |
| 1997 | Sư vương đại đế | Chuột Jack | Phim tên gốc là Jungle Emperor Leo |

## Âm nhạc

### Album
| Ngày phát hành | Tên tiếng Trung (Anh)      | Tên tiếng Việt                             | Hãng phát hành                           | Chú thích                                         |
| -------------- | -------------------------- | ------------------------------------------ | ---------------------------------------- | ------------------------------------------------- |
| 15/07/1995     | OREA                       | OREA                                       | Music Impact Entertainment Ltd.          |                                                   |
| 20/12/1995     | 在你身边                   | Ở bên cạnh em                              | Music Impact Entertainment Ltd.          |                                                   |
| 18/06/1999     | 奇迹                       | Kỳ tích                                    | Music Impact Entertainment Ltd.          |                                                   |
| 10/1996        | 礼物(又名《一千种不放心》) | Lễ vật                                     | Music Impact Entertainment Ltd.          | Tên khác: Một ngàn loại không yên tâm             |
| 22/01/1997     | 亲热                       | Thân ái                                    | Music Impact Entertainment Ltd.          |                                                   |
| 15/06/1997     | 自恋舞星级                 | Dance Star tự luyến                        | Music Impact Entertainment Ltd.          | Tuyển tập remix các ca khúc đã phát hành trước đó |
| 22/01/1998     | 你爱他吗                   | Em yêu anh ta không                        | Music Impact Entertainment Ltd.          |                                                   |
| 22/10/1998     | 钟情2次方                  | Chung tình 2 bình phương                   | Music Impact Entertainment Ltd.          | Tên khác: Hello, how are you?                     |
| 02/05/2000     | 1995-2000最是精彩精选辑    | Tuyển tập những ca khúc hay nhất 1995-2000 | Music Impact Entertainment Ltd.          |                                                   |
| 14/01/2004     | 流向巴黎                   | Xuôi đến Paris                             | Rock Records                             |                                                   |
| 15/10/2006     | 风和日丽                   | Phong hòa nhật lệ                          | Phòng làm việc âm nhạc Hoa Hoa Thảo Thảo |                                                   |
| 24/09/2010     | 视觉动物                   | Thị giác động vật                          | Phòng làm việc âm nhạc Hoa Hoa Thảo Thảo |                                                   |
| 31/12/2015     | 乐作人生                   | Nhạc tác nhân sinh                         | Phòng làm việc âm nhạc Hoa Hoa Thảo Thảo |                                                   |

### Single
| Ngày phát hành | Tên ca khúc                  | Chú thích                                                                            |
| -------------- | ---------------------------- | ------------------------------------------------------------------------------------ |
| 2003           | Hoa nhài màu trắng           | Ca khúc cuối phim bản TVBS phim truyền hình "Phong trần vũ điệp"                     |
| 2003           | Rực cháy                     | Ca khúc cuối phim bản TVBS phim truyền hình "Phong trần vũ điệp"                     |
| 2006-07        | Một vạn lần gào thét         | Ca khúc chủ đề phim truyền hình "Khang Hy bí sử"                                     |
| 2006-12        | Phong hòa nhật lệ            | Single                                                                               |
| 2007-03        | Lý do của hạnh phúc          | Ca khúc chủ đề "Nam sinh nữ sinh"                                                    |
| 2014           | Hương quê                    | Ca khúc cuối phim truyền hình "Thập nguyệt vi thành"                                 |
| 2011-08        | Rồi một ngày chúng ta sẽ già | Single                                                                               |
| 2012           | Thiên nhai minh nguyệt đao   | Ca khúc chủ đề phim truyền hình "Thiên nhai minh nguyệt đao"                         |
| 2013           | Thiên hạ chi phong           | 2013《新天龙八部》网游主题曲 Ca khúc chủ đề võng du "Tân thiên long bát bộ" bản 2013 |
| 2013           | Ái thần                      | Ca khúc chủ đề phim điện ảnh "Ái thần'                                               |
| 2014           | Trung Quốc sơn               | Ca khúc nhạc phim "Thập nguyệt vi thành"                                             |
| 2015-01-01     | Hà Dĩ ái tình                | Ca khúc cuối phim truyền hình "Bên nhau trọn đời"                                    |
| 2015-06-07     | Người bình thường            | Ca khúc chủ đề phim điện ảnh "Khuấy đảo Hollywood"                                   |
| 2015-06-30     | Kỳ thư                       | Ca khúc chủ đề phim điện ảnh "Tróc yêu ký"                                           |
| 2016           | Một nhành cô phương          | Ca khúc cuối phim truyền hình "Cô phương bất tự thưởng"                              |
| 2018           | Tình yêu không đau thương    | Ca khúc đầu phim truyền hình "Lương Sinh, đôi ta có thể không đau thương?"           |
| 2019           | Hey, bạn có ổn không?        | Ca khúc chủ đề phim truyền hình "Tôi ở tương lai chờ bạn"                            |
| 2020-10-16     | Old School                   | -                                                                                    |
| 2020-10-31     | Một thế giới                 | -                                                                                    |
| 2021-2-28      | Lộ mặc                       | Ca khúc cuối phim truyền hình "Cẩm tâm tự ngọc"                                      |

### Các ca khúc viết lời và nhạc
| Ngày phát hành | Tên tiếng Trung | Tên tiếng Việt             | Album                    | Vai trò                                                                   |
| -------------- | --------------- | -------------------------- | ------------------------ | ------------------------------------------------------------------------- |
| 1995-07        | 爱永不止息      | Yêu không ngừng nghỉ       | OREA                     | Viết nhạc                                                                 |
| 1995-12        | 如果能再来过    | Nếu có thể quay trở lại    | Ở bên cạnh em            | Viết lời                                                                  |
| 1997-01        | 想飞,飞过世界   | Muốn bay, bay qua thế giới | Thân ái                  | Viết lời Viết nhạc: Hiệp hội công ích tổ chức từ thiện Đài Loan Hỷ Nguyện |
| 1997-01        | 天空不快乐      | Bầu trời không vui vẻ      | Thân ái                  | Viết lời                                                                  |
| 1998-10        | 很像我          | Rất nhớ em                 | Chung tình 2 bình phương | Viết lời                                                                  |
| 1998-10        | 我很想知道      | Anh rất muốn biết          | Chung tình 2 bình phương | Viết lời                                                                  |
| 1998-10        | 我们            | Chúng ta                   | Chung tình 2 bình phương | Viết lời                                                                  |

### MV
| Ngày phát hành | Tên MV                         | Album                                    | Chú thích                                |
| -------------- | ------------------------------ | ---------------------------------------- | ---------------------------------------- |
| 07/1995        | OREA                           | OREA                                     |                                          |
| 07/1995        | Là yêu hay là đau thương       | OREA                                     |                                          |
| 07/1995        | 《别在下雨天偷偷的哭泣》       | OREA                                     |                                          |
| 12/1995        | Ở bên cạnh em                  | Ở bên cạnh em                            |                                          |
| 12/1995        | Yêu em nói không thành lời     | Ở bên cạnh em                            |                                          |
| 12/1995        | Cho anh cơ hội để anh yêu em   | Ở bên cạnh em                            |                                          |
| 12/1995        | Đào chi yêu yêu                | Ở bên cạnh em                            |                                          |
| 06/1996        | Kỳ tích                        | Kỳ tích                                  |                                          |
| 06/1996        | Yêu không chọn lựa             | Kỳ tích                                  |                                          |
| 06/1996        | Giữa quên và nhớ               | Kỳ tích                                  |                                          |
| 01/1997        | Thân ái                        | Thân ái                                  |                                          |
| 01/1997        | Muốn bay, bay qua thế giới     | Thân ái                                  |                                          |
| 01/1997        | Trái tim thiên sứ              | Thân ái                                  |                                          |
| 01/1997        | Vì em anh đã khóc biết bao đêm | Thân ái                                  |                                          |
| 1997           | Xây dựng một thiên đường       | Xây dựng một thiên đường                 | hợp tác với Mai Diễm Phương, Lưu Đức Hoa |
| 01/1998        | Em yêu anh ta không            | Em yêu anh ta không                      |                                          |
| 01/1998        | Anh cần em                     | Em yêu anh ta không                      |                                          |
| 01/1998        | Người yêu ham chơi             | Em yêu anh ta không                      |                                          |
| 10/1998        | Hello, how are you             | Chung tình 2 bình phương                 |                                          |
| 10/1998        | Hội bạn học                    | Chung tình 2 bình phương                 |                                          |
| 10/1998        | XXX                            | Chung tình 2 bình phương                 |                                          |
| 10/1998        | Tàu điện ngầm                  | Chung tình 2 bình phương                 |                                          |
| 05/2000        | Cô bé Lọ Lem                   | Tuyển tập các ca khúc hay nhất 1995-2000 |                                          |
| 05/2000        | Anh nói rất ít                 | Tuyển tập các ca khúc hay nhất 1995-2000 |                                          |
| 2001           | Nụ cười ngày mai               | Ngôi sao lấp lánh                        | MV của Lương Tịnh Như                    |
| 2004           | Tay nhỏ lạnh lẽo của em        | Lãng mạn đẹp đẽ                          | MV của nhóm nhạc Walkie Talkie           |
| 01/2004        | Flow to Paris                  | Flow to Paris                            |                                          |
| 01/2004        | Không quá dịu dàng             | Flow to Paris                            |                                          |
| 01/2004        | Vui đùa lộn xộn                | Flow to Paris                            |                                          |
| 01/2004        | Yêu thầm như quả bom           | Flow to Paris                            |                                          |
| 07/2005        | Dáng vẻ khoe khoang nhất       | Khúc E thành danh                        | hợp tác với Lương Tịnh Như               |
| 2007           | Phong hòa nhật lệ              | Phong hòa nhật lệ                        |                                          |
| 2007           | Lý do của hạnh phúc            | Lý do của hạnh phúc                      | hợp tác với Quách Lăng Hà                |
| 09/2010        | Thị giác động vật              | Thị giác động vật                        |                                          |
| 09/2010        | Màu đỏ                         | Thị giác động vật                        |                                          |
| 09/2010        | Đen                            | Thị giác động vật                        | hợp tác với Lâm Chí Dĩnh                 |
| 12/2015        | Nhạc tác nhân sinh             | Nhạc tác nhân sinh                       |                                          |
| 18/03/2016     | Người ngoài miễn tiến          | Nhạc tác nhân sinh                       |                                          |
| 09/2018        | Tình yêu không đau thương      | Tình yêu không đau thương                |                                          |
| 08/2019        | Hey, how are you               | Hey, how are you                         |                                          |

## Các hoạt động cá nhân và trong ngành

### Concert
| Thời gian                                         | Địa điểm                                           | Tên trạm/ Nơi tổ chức                   | Tổng trạm | Chi tiết |
| Concert S Party Chung Hán Lương                   |                                                    |                                         |           | |
| 02/05/2011                                        | Trung tâm mua sắm FM One tại Thượng Hải            | Trung tâm mua sắm FM One tại Thượng Hải | 1         | Tổ chức lễ ra mắt concert S.Party tại Thượng Hải. đây cũng là concert bán vé quy mô lớn đầu tiên của Chung Hán Lương kể từ khi gia nhập ngành trong nhiều năm. |
| 01/10/2011                                        | Thượng Hải                                         | Nhà thi đấu Lô Loan                     | 3         | Vé được bán trên Damai.com vào lúc 11h30 ngày 8/5/2011, và tất cả vé được bán hết trong vòng 15 phút |
| 02/10/2011                                        | Thượng Hải                                         | Nhà thi đấu Lô Loan                     | 3         | Vé được bán trên Damai.com vào lúc 11h30 ngày 8/5/2011, và tất cả vé được bán hết trong vòng 15 phút |
| 04/01/2012                                        | Quảng Đông, Quảng Châu                             | Quảng Đông, Quảng Châu                  | 3         | Tổ chức buổi họp báo buổi hòa nhạc Zhong Hanliang Quảng Châu 2012. |
| 18/02/2012                                        | Quảng Châu                                         | Nhà thi đấu Thiên Hà                    | 3         | Buổi biểu diễn tại Quảng Châu 2012 đã mang đến cho khán giả một bữa tiệc thị giác thông qua sân khấu và ánh sáng công phu, gần mười bộ trang phục và những vũ điệu sôi động. |
| Chung Hán Lương W Lương Gia Tộc ca hữu hội        |                                                    |                                         |           | |
| 16/03/2013                                        | Thượng Hải                                         | Sân khấu lớn Thượng Hải                 | 2         | Danh sách bài hát trong buổi hòa nhạc: 1. Xin chào, bạn khỏe không 2. Đã từng quen biết 3. Monica 4. Muốn bay khắp thế giới 5. Một nghìn kiểu không an tâm 6. OREA 7. Anh cần em 8. Dao động 9. Thần tình yêu 10. Một ngày nào đó chúng ta sẽ già |
| 03/08/2013                                        | Bắc Kinh                                           | Nhà thi đấu công nhân Bắc Kinh          | 2         | Danh sách bài hát trong buổi hòa nhạc: 1. Xin chào, bạn khỏe không 2. Đã từng quen biết 3. Monica 4. Muốn bay khắp thế giới 5. Một nghìn kiểu không an tâm 6. OREA 7. Anh cần em 8. Dao động 9. Thần tình yêu 10. Một ngày nào đó chúng ta sẽ già |
| Concert lưu động Sing For Life Nhạc Tác Nhân Sinh |                                                    |                                         |           | |
| 20/06/2016                                        | Trung tâm văn hóa Mercedes-Benz                    | Concert Thượng Hải                      | 6         | Sing For Life: 1. thợ săn 2. Cảm giác đủ 3. Bỏ đi tình yêu 4. Tâm an 5. Lãng nhân Thiên nhai 6. Hà dĩ ái tình 7. Trung Quốc sơn 8. Quê hương 9. Thiên hạ chi phong 10. Hoa sơn 11. Phong hòa nhật lệ 12. Em yêu Anh ta không ? 13. Người bình thường 14. Muốn bay, bay khắp thế giới 15. Anh cần em 16. Ngưu tiểu thư 17. Đào chi yêu yêu 18. Chảy đến Paris 19. Kỳ thư 20. Người ngoài miễn tiến 21. Be my love 22. Hello, How are you ? 23. John Travolta 24. OREA 25. Thị giác động vật 26. xe điện ngầm 27. Kiệt tác nhân sinh 28. Một ngày nào đó chúng ta sẽ già |
| 2016-8-6                                          | Trung tâm thể thao quốc tế Quảng Châu              | Concert Quảng Châu                      | 6         | Sing For Life: 1. thợ săn 2. Cảm giác đủ 3. Bỏ đi tình yêu 4. Tâm an 5. Lãng nhân Thiên nhai 6. Hà dĩ ái tình 7. Trung Quốc sơn 8. Quê hương 9. Thiên hạ chi phong 10. Hoa sơn 11. Phong hòa nhật lệ 12. Em yêu Anh ta không ? 13. Người bình thường 14. Muốn bay, bay khắp thế giới 15. Anh cần em 16. Ngưu tiểu thư 17. Đào chi yêu yêu 18. Chảy đến Paris 19. Kỳ thư 20. Người ngoài miễn tiến 21. Be my love 22. Hello, How are you ? 23. John Travolta 24. OREA 25. Thị giác động vật 26. xe điện ngầm 27. Kiệt tác nhân sinh 28. Một ngày nào đó chúng ta sẽ già |
| 2016-8-13                                         | Trung tâm thể thao kén rể mùa xuân Vịnh Thâm Quyến | Concert Thâm Quyến                      | 6         | Sing For Life: 1. thợ săn 2. Cảm giác đủ 3. Bỏ đi tình yêu 4. Tâm an 5. Lãng nhân Thiên nhai 6. Hà dĩ ái tình 7. Trung Quốc sơn 8. Quê hương 9. Thiên hạ chi phong 10. Hoa sơn 11. Phong hòa nhật lệ 12. Em yêu Anh ta không ? 13. Người bình thường 14. Muốn bay, bay khắp thế giới 15. Anh cần em 16. Ngưu tiểu thư 17. Đào chi yêu yêu 18. Chảy đến Paris 19. Kỳ thư 20. Người ngoài miễn tiến 21. Be my love 22. Hello, How are you ? 23. John Travolta 24. OREA 25. Thị giác động vật 26. xe điện ngầm 27. Kiệt tác nhân sinh 28. Một ngày nào đó chúng ta sẽ già |
| 2016-9-24                                         | Trung tâm thể thao Lạc thị Bắc Kinh                | Concert Bắc Kinh                        | 6         | Sing For Life: 1. thợ săn 2. Cảm giác đủ 3. Bỏ đi tình yêu 4. Tâm an 5. Lãng nhân Thiên nhai 6. Hà dĩ ái tình 7. Trung Quốc sơn 8. Quê hương 9. Thiên hạ chi phong 10. Hoa sơn 11. Phong hòa nhật lệ 12. Em yêu Anh ta không ? 13. Người bình thường 14. Muốn bay, bay khắp thế giới 15. Anh cần em 16. Ngưu tiểu thư 17. Đào chi yêu yêu 18. Chảy đến Paris 19. Kỳ thư 20. Người ngoài miễn tiến 21. Be my love 22. Hello, How are you ? 23. John Travolta 24. OREA 25. Thị giác động vật 26. xe điện ngầm 27. Kiệt tác nhân sinh 28. Một ngày nào đó chúng ta sẽ già |
| 2017-8-26                                         | Trung tâm thể thao Olympic Nam Kinh                | Concert Nam Kinh                        | 6         | Sing For Life: 1. thợ săn 2. Cảm giác đủ 3. Bỏ đi tình yêu 4. Tâm an 5. Lãng nhân Thiên nhai 6. Hà dĩ ái tình 7. Trung Quốc sơn 8. Quê hương 9. Thiên hạ chi phong 10. Hoa sơn 11. Phong hòa nhật lệ 12. Em yêu Anh ta không ? 13. Người bình thường 14. Muốn bay, bay khắp thế giới 15. Anh cần em 16. Ngưu tiểu thư 17. Đào chi yêu yêu 18. Chảy đến Paris 19. Kỳ thư 20. Người ngoài miễn tiến 21. Be my love 22. Hello, How are you ? 23. John Travolta 24. OREA 25. Thị giác động vật 26. xe điện ngầm 27. Kiệt tác nhân sinh 28. Một ngày nào đó chúng ta sẽ già |
| 2018-11-10                                        | Trung tâm Cadillac Bắc Kinh                        | Concert Bắc Kinh                        | 6         | Sing For Life: 1. thợ săn 2. Cảm giác đủ 3. Bỏ đi tình yêu 4. Tâm an 5. Lãng nhân Thiên nhai 6. Hà dĩ ái tình 7. Trung Quốc sơn 8. Quê hương 9. Thiên hạ chi phong 10. Hoa sơn 11. Phong hòa nhật lệ 12. Em yêu Anh ta không ? 13. Người bình thường 14. Muốn bay, bay khắp thế giới 15. Anh cần em 16. Ngưu tiểu thư 17. Đào chi yêu yêu 18. Chảy đến Paris 19. Kỳ thư 20. Người ngoài miễn tiến 21. Be my love 22. Hello, How are you ? 23. John Travolta 24. OREA 25. Thị giác động vật 26. xe điện ngầm 27. Kiệt tác nhân sinh 28. Một ngày nào đó chúng ta sẽ già |

### Triển lãm nhiếp ảnh
| Tên triển lãm                                     | Thời gian  | Địa điểm                                 | Tác phẩm                                           | Chi tiết |
| ------------------------------------------------- | ---------- | ---------------------------------------- | -------------------------------------------------- | --- |
| Triển lãm nhiếp ảnh Phù Quang Lược Ảnh            | 01-03/2015 | Trung Sơn Đường Đài Bắc                  | Phù Quang Lược Ảnh                                 | Để ủng hộ và chúc mừng tổ chức từ thiện Đài Loan "Hiệp hội điều ước Cộng hòa Trung Hoa" tròn 20 năm, và kỷ niệm 20 năm ra mắt với tư cách Đại sứ điều ước, Chung Hán Lương đã tổ chức một buổi triển lãm cá nhân và quyên góp tất cả thu nhập liên quan từ việc bán album ảnh cho "Hiệp hội điều ước hạnh phúc" để hỗ trợ hoạt động của hiệp hội. |
| Triển lãm Nghệ thuật thị giác Chung Hán Lương HON | 07-09/2017 | Bảo tàng nghệ thuật đương đại Thượng Hải | Phù Quang Lược Ảnh và các tác phẩm nghệ thuật khác | "Triển lãm Nghệ thuật thị giác Chung Hán Lương HON" đã được khai mạc hoành tráng vào ngày 1/7/2017 tại Bảo tàng Nghệ thuật Đương đại Thượng Hải. Tên của triển lãm này được phát âm là "HON" trong tiếng Quảng Đông, cũng giống như cách phát âm của "香" ở Hồng Kông. Kỷ niệm 20 năm sự trở lại của Hồng Kông với sự khéo léo và sáng tạo, đồng thời tích hợp tinh thần của nghệ thuật vào văn hóa đại chúng. Ngoài ra, trong năm này Chung Hán Lương cũng thành lập 4 thư viện cùng với em gái Jackie và Lương Gia Tộc. Chung Hán Lương từng nói "Đọc sách không nhất thiết thay đổi số phận của bạn, nhưng nó chắc chắn sẽ làm phong phú cuộc sống của bạn." |

### Chủ trì chương trình (MC)
| Thời gian | Tên chương trình                      |
| --------- | ------------------------------------- |
| 1994      | K-100 (Chương trình giải trí đài TVB) |

### Chương trình giải trí
| Thời gian  | Chương trình                           | Chi tiết |
| ---------- | -------------------------------------- | --- |
| 1995       | Long Huynh Hổ Đệ                       | |
| 1995       | Đài Loan A Big Hit                     | |
| 1995       | Ngày chủ nhật siêu cấp                 | |
| 1998       | Khoái lạc Đại Bản doanh                | |
| 04/07/2002 | Ngày chủ nhật siêu cấp                 | |
| 03/08/2002 | TV3 Tiện Khách                         | Tuyên truyền phim "Lặng lẽ yêu em" |
| 17/04/2003 | Chương trình Giải trí Châu Á           | Tuyên truyền "Hi ! Working Girl" |
| 05/01/2004 | Thiên Tài Gogogo                       | |
| 21/01/2004 | Tường Hầu Hiến Thụy                    | |
| 21/09/2004 | Khoái Lạc Đại bản doanh                | |
| 23/10/2004 | Tôi đoán Tôi đoán Tôi đoán             | Tuyên truyền "Nghịch Thủy Hàn" |
| 19/02/2005 | Hôm nay ai sẽ thắng                    | |
| 15/05/2005 | Ngôi sao đối mặt                       | |
| 12/06/2006 | Khoảnh khác của sự thật                | |
| 13/10/2006 | Vũ Lâm Đại Hội                         | |
| 26/07/2008 | Cố lên nào ! 2008                      | Là "Thiên thần hộ mệnh" của Guo Weilin vào đến trận chung kết                                                                                        |
| 29/10/2008 | Chương trình tạp kĩ "Gặp nhau là cười" | |
| 01/2009    | Tài năng song toàn                     | Tham dự với tư cách khách mời và giám khảo trao giải thưởng cho người chơi                                                                           |
| 21/05/2009 | Càng khiêu vũ Càng tuyệt mỹ            | Tham dự với tư cách khách mời hướng dẫn khiêu vũ |
| 24/09/2010 | Trường tiểu học Million                | |
| 25/09/2010 | Anh trai Đa dạng                       | |
| 26/09/2010 | KKBOX Thời đại Âm nhạc Internet        | "Tiểu Thái Dương" trở lại |
| 27/09/2010 | Tiểu Yến Chi Dạ SS                     | |
| 02/10/2010 | Ca sĩ Triệu Phú                        | |
| 09/10/2010 | Brother Pig Club                       | |
| 11/10/2010 | Tôi yêu kẹo mút màu đen                | |
| 13/10/2010 | Khoảng cách yên tĩnh                   | "Tiểu Thái dương" Chung Hán Lương phát hành Album mới "Thị Giác Động Vật"                                                                            |
| 18/10/2010 | Mặt đối mặt Dãy Ngân hà                | Quảng bá Album "Thị giác động vật" |
| 02/12/2011 | Niên Đại Tú                            | Khách mời của thế hệ Thập niên 90 |
| 29/06/2012 | Thiên Thiên Hướng Thượng               | Tuyên truyền phim "Thiên Nhai Minh Nguyệt Đạo" |
| 04/01/2014 | Khoái Lạc Đại Bản Doanh                | Tuyên truyền phim "Thiên Long Bát bộ" và "Thời gian Đẹp nhất"                                                                                        |
| 31/01/2014 | Niên Đại Tú                            | Thâm Quyến TV Times Show Gala Lễ hội mùa xuân (Phần 1)                                                                                               |
| 01/02/2014 | Niên Đại Tú                            | Thâm Quyến TV Times Show Gala Lễ hội mùa xuân (Phần 2)                                                                                               |
| 05/07/2014 | Niên Đại Tú                            | Tuyên truyền bộ phim "Thập Nguyệt Vi Thành" trên chương trình thời đại truyền hình vệ tinh Thâm Quyến                                                |
| 09/09/2014 | Thế Hội Thể Thao và Thời trang 2014    | Sự kiện thể thao từ thiện và vui nhộn hàng năm do Tập đoàn Truyền thông Thời trang tổ chức, Đội "Tiểu Thái dương" Chung Hán Lương giành chức vô địch |
| 17/10/2014 | Cuộc đua Kỳ thú mùa 1                  | Chương trình truyền hình thực tế toàn cầu của Truyền hình vệ tinh Thâm Quyến, Chung Hán Lương & Jackie trở thành quán quân mùa đầu tiên              |
| 25/10/2014 | Niên đại tú                            | Tuyên truyền "Cuộc đua Kỳ thú" tập đặc biệt |
| 25/01/2015 | Khiêu vũ cùng Ngôi sao                 | Tham sự với tư cách Giáo Khảo Khách Mời |
| 19/06/2015 | Chạy nhanh nào Anh em mùa 2            | Tập 10 "Cuộc phiêu lưu trong thành phố cổ" |
| 16/07/2015 | Tôi đi học đây Mùa 1                   | Khách mời cố định |
| 07/11/2015 | Vua nhạc Pop                           | Tham gia tư cách Khách mời giúp đỡ các thí sinh trong đêm thi, và hát "Người bình thường"                                                            |
| 04/02/2017 | Khoái Lạc Đại bản doanh                | Tuyên truyền phim "Cô Phương bất tự thưởng" |
| 09/02/2018 | Chương trình trực tiếp tối nay         | Tuyên truyền phim "Con đường đưa tiễn đầy hoa" |
| 06/10/2018 | Khoái Lạc Đại bản doanh                | Tuyên truyền phim "Lương Sinh, chúng ta có thể ngừng đau thương ?"                                                                                   |
| 28/09/2019 | Khoái Lạc Đại bản doanh                | Tuyên truyền phim "Giải phóng rồi" |
| 16/11/2019 | Mạn Du Ký                              | Khách mời cố định, hợp tác cùng Quách Kỳ Lân |
| 18/07/2020 | Street Dance mùa 3                     | Đội Trưởng của "Wa Wa Khốc Bảo" |
| 13/03/2021 | Khoái Lạc Đại bản doanh                | |
| 10/04/2021 | Khoái Lạc Đại bản doanh                | Tuyên truyền phim "Cẩm tâm tựa ngọc" |
| 16/04/2021 | Vương bài đối Vương bài                | |
| 11/06/2021 | Kẻ theo đuổi ngôi sao                  | Khách mời tập 7,8,9 |
| 23/07/2021 | Trại thiếu niên mùa hè                 | Khách mời cố định |
| 07/08/2021 | Nghe nói ăn rất ngon                   | Khách mời tập số 4 |

| Thời gian  | Chương trình                                                                      | Chi tiết |
| ---------- | --------------------------------------------------------------------------------- | --- |
| 1993       | Kỷ niệm TVB                                                                       | |
| 1995       | Đài Loan A Big Hit                                                                | |
| 01/01/2003 | Buổi hòa nhạc "Tình yêu trên thế giới hát vì phúc lợi công cộng"                  | Hát "Bắt Lửa" |
| 16/01/2003 | Đại nhạc hội "Tình yêu trên thế giới hát vì phúc lợi công cộng"                   | Hát "Yêu thầm như một quả bom" |
| 22/10/2005 | Buổi Ký tặng "Far Away" tại Thượng Hải                                            | |
| 05/11/2005 | Đêm hội Kỷ niệm Thời trang Trung Quốc                                             | |
| 28/01/2006 | Gala Lễ hội mùa xuân của Kênh Thiếu nhi Thiên Tân                                 | Hát "Hello ! How are you ?" và "Tốt hơn" |
| 26/07/2006 | Chuyến tham quan từ thiện của Thành Long ở Kiềm Nam                               | Hát "Hello ! How are you ?", "Tốt hơn", "Muốn bay, bay qua thế giới" |
| 31/12/2006 | 2006-2007 Truyền hình vệ tinh Chiết Giang buổi hòa nhạc đêm giao thừa             | |
| 20/02/2007 | Âm nhạc Bất Đoạn Ca Hữu Hội                                                       | |
| 02/2009    | Đêm hội Hòa nhạc Quốc gia                                                         | Tham dự với tư cách Ban Giám Khảo |
| 05/06/2009 | Lễ trao giải thưởng điện ảnh kỹ thuật số lần thứ 9                                | Khách mời Trao giải |
| 2010       | Đêm hội "Hát tiếng Quảng Đông trở nên phổ biến hơn"                               | |
| 28/03/2010 | Xếp hạng Trung Quốc toàn cầu và Lễ trao giải Ảnh hưởng Châu Á                     | |
| 31/10/2010 | Hội diễn Bảng Hoan ca                                                             | |
| 31/12/2010 | Truyền hình vệ tinh Chiết Giang Bữa tiệc đêm giao thừa                            | |
| 07/01/2012 | Giải thưởng Ngôi sao lần thứ 11                                                   | |
| 17/01/2012 | Đêm hội mùa xuân của mạng truyền hình Bắc Kinh 2012                               | Đêm hội với chủ đề "Hành trình giả tưởng ánh sáng và bóng tối" |
| 19/01/2012 | Lễ trao giải Xếp hạng Bài hát Trung Quốc                                          | |
| 09/09/2012 | Gala trao giải Kim Ưng truyền hình Trung Quốc lần thứ 26                          | Giành được "Giải thưởng Diễn viên Hồng Kông, Macao và Đài Loan được khán giả yêu thích nhất" |
| 13/09/2012 | Lễ trao giải các anh hùng hậu trường Hamilton lần đầu tiên                        | Khách mời Công bố Người chiến thắng |
| 09/10/2012 | Liên hoan phim LeTV lần thứ 3                                                     | Giành giải thưởng "Nam diễn viên được yêu thích nhất ở Châu Á Thái Bình Dương" và "Nam diễn viên chính xuất sắc nhất" ở hạng mục truyền hình                                                                     |
| 31/12/2012 | Liên hoan Opera Quốc gia                                                          | Khách mời Trao giải |
| 31/12/2013 | Truyền hình vệ tinh Hồ Nam Hòa nhạc đêm giao thừa                                 | Biểu diễn "Nạn niệm Đích Kinh", "Thiên hạ chi phong", "John Travolta". |
| 01/02/2014 | Gala Lễ hội mùa xuân 2014 Dragon TV                                               | |
| 02/08/2014 | 2014 CCTV Gala                                                                    | chương trình phát sóng trực tiếp quy mô lớn của Lễ hội Qixi của Đài Truyền hình Trung ương Trung Quốc với chủ đề "Trên đời còn có người yêu, hãy để tình yêu tỏa sáng", biểu diễn "Rồi một ngày chúng ta sẽ già" |
| 08/09/2014 | Dạ tiệc Tết Trung thu 2014 CCTV                                                   | Hát "Hương quê" |
| 31/12/2014 | Bữa tiệc đêm giao thừa của Dragon TV 2015                                         | Hát "Shake it up", "Thần tình yêu", "Hà dĩ ái tình" |
| 01/01/2015 | Liên hoan Opera Quốc gia                                                          | |
| 31/12/2016 | Buổi hòa nhạc đêm giao thừa của đài truyền hình vệ tinh Hồ Nam 2016-2017 [        | Hát "Cảm giác đủ" và "Một nhành Cô phương" |
| 31/12/2017 | Buổi hòa nhạc đêm giao thừa "Set Sail 2018" của CCTV 2017-2018                    | Hát "Trung Hoa hảo nhi tôn" |
| 15/02/2018 | Gala Lễ hội mùa xuân năm 2018 của CCTV                                            | Hát "Truyền nhân của rồng" và "Rạng rỡ Trung Hoa" |
| 16/02/2018 | Dạ tiệc Tết Nguyên đán toàn cầu 2018                                              | Hát "Hà dĩ ái tình" và "Cảm giác đủ" |
| 24/09/2018 | Gala "Đêm Trung Thu" của Truyền hình vệ tinh Hồ Nam 2018                          | Hát "Tình yêu không bi thương" |
| 04/02/2019 | Gala Lễ hội mùa xuân 2019 của Đài Phát thanh và Truyền hình Trung ương Trung Quốc | Hát "Trung Quốc hỉ sự" |
| 31/12/2019 | Truyền hình vệ tinh Chiết Giang Bữa tiệc đêm giao thừa năm 2020                   | Hát "Rồi một ngày chúng ta sẽ già" |
| 16/10/2020 | Đêm hội Douyin 2020                                                               | Hát "Từ chối vui đùa" và "Old school" |
| 31/10/2020 | Đêm hội Tmall 2020                                                                | Hát "Một thế giới" |
| 10/11/2020 | Đêm hội Pinduoduo 2020                                                            | Hát "Old school", trình diễn vũ đạo cùng Wa Wa Khốc Bảo |
| 31/12/2020 | Lễ đón giao thừa năm 2021 của Dragon TV                                           | Hát "Phi điểu và ve sầu", trình diễn vũ đạo "Hey ! Wow" |
| 18/08/2021 | Đêm hội xe hơi toàn cầu                                                           | Hát "Old school" |

| Thời gian  | Chương trình                                                                                           | Chi tiết |
| ---------- | --- | --- |
| 01/01/2003 | Buổi hòa nhạc "Tình yêu trên thế giới hát vì phúc lợi công cộng"                                       | Hát "Bắt Lửa" |
| 16/01/2003 | Đại nhạc hội "Tình yêu trên thế giới hát vì phúc lợi công cộng"                                        | Hát "Yêu thầm như một quả bom" |
| 28/12/2005 | Siểm điện tinh cảm động                                                                                | Gây quỹ cho trẻ em bị nhiễm độc niệu |
| 28/08/2006 | Ngôi sao sáng cảm động                                                                                 | Trở thành đại sứ cứu trợ thiên tai để gây quỹ cho vùng thiên tai Ôn Châu bị bão |
| 17/05/2008 | Biểu diễn cứu trợ thiên tai quy mô lớn chương trình "Chúng ta là một trái tim"                         | Tham gia biểu diễn cứu trợ thiên tai |
| 31/05/2008 | Hội chữ thập đỏ tỉnh Quý Châu, Dạ tiệc biểu diễn từ thiện trên đài phát thanh nhân dân Quý Châu        | Quyên góp và tặng quà cho trẻ em vùng thiên tai |
| 01/06/2008 | Các hoạt động du lịch và văn hóa quy mô lớn "Gặp gỡ Hoa Tây. Tuổi thơ của tôi"                         | Được bổ nhiệm làm Đại sứ từ thiện tỉnh Quý Dương |
| 27/11/2010 | "Tôi muốn đến trường Hành động Hỗ trợ Giáo dục Kappa1200" điểm dừng thứ năm của National Love Roadshow | Tham gia Roadshow Tình Yêu và giao lưu chân thành với các em nhỏ. |
| 14/03/2018 | Chúng tôi đang hành động Mùa 1                                                                         | Chung Hán Lương đã tham gia vào chương trình từ thiện xóa đói giảm nghèo có tư cách khách mời Đại sứ Công ích, không nhận catse và sử dụng các hành động thiết thực để quảng bá các sản phẩm nông nghiệp và phụ kiện đặc trưng |
| 15/09/2018 | Chúng tôi đang hành động Mùa 2                                                                         | Chung Hán Lương đã tham gia vào chương trình từ thiện xóa đói giảm nghèo có tư cách khách mời Đại sứ Công ích, không nhận catse hy vọng sẽ sử dụng cách làm của mình để tạo ra một ngành công nghiệp đặc trưng của địa phương ở làng Nga, quảng bá các sản phẩm chất lượng cao của địa phương và giúp đỡ nhiều gia đình nghèo hơn. |

### Các Hoạt động Xã hội
Năm 1996, anh bắt đầu làm đại sứ hình ảnh của Hiệp hội Điều ước Hạnh phúc của Đài Loan, anh đã nhiều lần giúp đỡ các bé "Hỉ Nguyện nhi" hoàn thành tâm nguyện trước khi mất của mình, anh tự sáng tác lời và sáng tác bài hát chủ đề "Muốn bay, bay khắp thế giới".
Vào ngày 16 tháng 1 năm 2003, anh tham gia vào buổi hòa nhạc quy mô lớn "Có tình yêu trên thế giới, hát vì phúc lợi công cộng" do Human Satellite TV tổ chức. Một phần doanh thu từ buổi hòa nhạc này đã được quyên góp cho Nam Á để hỗ trợ tái thiết sau thảm họa của các nạn nhân sóng thần Nam Á.
Vào ngày 15 tháng 10 năm 2004, Zhong Hanliang, với tư cách là một trong những đại diện hình ảnh của "Hành trình dài hỗ trợ giáo dục", đã tham gia vào hoạt động gây quỹ được phát động tại Thụy Kim để đi bộ từng bước "Hành trình dài vì hỗ trợ giáo dục" của đứa trẻ.
Vào ngày 1 tháng 1 năm 2005, anh tham gia vào buổi hòa nhạc quy mô lớn "Tình yêu trên thế giới mong muốn vì phúc lợi công cộng". Ngày 28 tháng 12, với tư cách là khách mời của số đầu tiên của chương trình từ thiện "Lightning Star Moved" của Dragon TV, gây quỹ cho một đứa trẻ bị nhiễm độc niệu, để có chi phí phẫu thuật, Chung Hán Lương đã đi hầu hết Thượng Hải trong một ngày, kêu gọi quyên tiền trên đường phố.
Ngày 22/6, nhân kỷ niệm 25 năm thành lập Quỹ Thiếu niên và Nhi đồng Trung Quốc và tuyên dương hoạt động phúc lợi công cộng "Ngày từ thiện vì trẻ em Trung Quốc" lần thứ 5, Tổ chức Ngày từ thiện vì trẻ em Trung Quốc Ủy ban, Tổ chức Thiếu niên và Nhi Trung Quốc, Chung Hán Lương đã được trao tặng danh hiệu "Ngôi sao từ thiện của trẻ em Trung Quốc", tên được khắc trên "Tượng đài từ thiện của trẻ em Trung Quốc" trên Bức tường thành ở Bắc Kinh. Vào ngày 3 tháng 9, được chấp nhận thư bổ nhiệm và tấm bảng danh dự của Thiên thần tình yêu do Quỹ Chữ thập đỏ Trung Quốc cấp, Chung Hán Lương trở thành người phát ngôn hình ảnh của "Hội Chữ thập đỏ Ngân hàng Sách "dự án từ thiện của Quỹ Chữ thập đỏ Trung Quốc.
Vào ngày 11 tháng 3 năm 2007, anh được trao danh hiệu "Power Lightning Star" tại lễ trao giải của Hiệp hội các ngôi sao từ thiện giải trí mới do Dragon TV tổ chức. [201]  ; Vào ngày 14 tháng 7, anh tham gia chương trình "Light of Love Prevention Sự kiện bán hàng từ thiện của Quỹ "do Các ngôi sao khởi xướng chung tay trao yêu thương và những bệnh nhân phục hồi thị lực tri ân Thế vận hội" [202]  ; Ngày 12 tháng 8, tham gia cuộc thi Ngôi sao từ thiện Cúp "Một Quỹ" do Lý Liên Kiệt khởi xướng, gây quỹ hỗ trợ khẩn cấp và cứu hộ các thảm họa thiên nhiên khác nhau, "Dự án Ánh dương" vì sức khỏe tinh thần của thanh thiếu niên và cứu hộ nhân đạo do Hội Chữ thập đỏ thực hiện.
Ngày 17 tháng 5 năm 2008, tham gia buổi biểu diễn cứu trợ thiên tai quy mô lớn "We are one heart" do Modern Express · Jiangsu Metropolitan Network tổ chức; vào ngày 31 tháng 5, tham gia bữa tiệc từ thiện do Hội Chữ thập đỏ tỉnh Quý Châu và Đài truyền hình Nhân dân Quý Châu tài trợ Trạm dành cho trận động đất ở Tứ Xuyên Gây quỹ tại khu vực thiên tai, Chung Hán Lương chính thức trở thành Đại sứ từ thiện Quý Dương tham gia "Hành động văn minh sinh thái khăn quàng đỏ" cùng trẻ em. Ngày 5 đến ngày 26 tháng 7, anh đã tham gia chương trình "Go on!" Do Dragon TV tổ chức từ Tháng 7 đến ngày 26 tháng 7. 2008 — Chương trình gây quỹ từ thiện cứu trợ thảm họa khẩn cấp và hành động gây quỹ ". Trong chương trình này, Anh đã quảng bá thành công nhiều lần với sự kiên trì đáng kinh ngạc và trí tuệ phi thường, hoàn thành triết lý từ thiện của mình và hoàn thành lời hứa của bản thân. Trong chương trình này, Zhong Hanliang và những ngôi sao khác đã quyên góp được tổng cộng 530 triệu nhân dân tệ cho việc xây dựng lại các trường học ở các khu vực bị động đất ở Tứ Xuyên.
Ngày 5 tháng 11 năm 2011, quay MV từ thiện "Muốn bay, bay qua thế giới" dành tặng Tổ chức giáo dục Thiểm Tây.
Vào ngày 19 tháng 7 năm 2014, tự tay mua 549 đôi giày từ thiện thông qua "Kênh từ thiện Buy One Good One", quyên góp cho tất cả học sinh của trường trung tâm thị trấn  khu tự trị Lương Sơn Nghị, tỉnh Tứ Xuyên.
Vào tháng 4 năm 2015, quyên góp 600.000 đô la Đài Loan cho Hiệp hội "Hỉ Nguyện nhi"
Vào tháng 10 năm 2015, dự án từ thiện "Good Match" với sự hợp tác của một thương hiệu chứng thực đã được khởi động. Hoạt động bán từ thiện đã quyên góp được tổng cộng 307.173,1 nhân dân tệ và đã hoàn thành đợt quyên góp sách đầu tiên cho tổng số 14 trường học vào tháng 10 năm 2016; năm 2016 Ngày 30/11, dự án từ thiện "Good Match" lại được khởi động, nhằm giúp đỡ nhiều trẻ em hơn và khơi dậy ngọn lửa tìm kiếm tri thức của các em
Vào ngày 15 tháng 7 năm 2017, Chung Hán Lương cùng fandom của Anh là Lương Gia tộc, đã tham gia vào việc xây dựng Tòa nhà thứ 19 của Thư viện Nông thôn Hạnh phúc-tỉnh Sơn Tây.
Vào tháng 2 năm 2018, Chung Hán Lươngh đã tham gia ghi hình chương trình phúc lợi công cộng xóa đói giảm nghèo "Chúng tôi đang hành động", đi sâu vào làng ở huyện Tân Bình, tỉnh Vân Nam, trải nghiệm cuộc sống nông thôn trực tiếp và sử dụng các hành động thiết thực để nhận ra xu hướng của các sản phẩm nông nghiệp đặc trưng cho dân làng. Vào tháng 9 cùng năm, Anh lại tham gia "Chúng tôi đang hành động", Chung Hán Lương hy vọng sẽ sử dụng cách làm của mình để tạo ra một ngành công nghiệp đặc trưng của địa phương trong ngôi làng Nga, quảng bá các sản phẩm chất lượng cao của địa phương, và giúp đỡ nhiều gia đình nghèo.
Vào tháng 2 năm 2020, tham gia ghi hình cho MV phúc lợi công cộng "Hãy để thế giới tràn ngập tình yêu" cho "Cuộc chiến Đại dịch" của hàng trăm ngôi sao, và ghi lại một id công khai cho Trung tâm Kiểm soát và Phòng ngừa Dịch bệnh Thâm Quyến, kêu gọi mọi người chung sức chống dịch, và cho Bệnh viện Nhi đồng Vũ Hán Tặng gần 2.000 chai nước rửa tay nhanh khô.
Vào ngày 23 tháng 7 năm 2021, công ty Đại diện truyền thông của Chung Hán Lương là Công ty Truyền hình Hoa Hoa Thảo Thảo đã quyên góp 500.000 nhân dân tệ cho Liên đoàn Từ thiện tỉnh Hà Nam để hỗ trợ việc cứu trợ lũ lụt tại Hà Nam.

## Các giải thưởng

### Giải thưởng điện ảnh
| Thời gian | Giải thưởng | Tác phẩm            | Tình trạng |
| --------- | --- | ------------------- | ---------- |
| 2009      | Giải "Nam diễn viên chính xuất sắc" giải thưởng điện ảnh kỹ thuật số Bách Hoa lần thứ 10 | Đấu ái              | Đề cử      |
| 2010      | Giải "Nam diễn viên ưu tú" giải điện ảnh Bách Hoa | Hỏa tuyến truy hung | Đề cử      |
| 2015      | Giải "Nam diễn viên được yêu thích nhất" giải truyền thông điện ảnh Hoa Ngữ lần thứ 15 | Hậu hội vô kỳ       | Đề cử      |
| 2016      | Giải "Nam diễn viên được yêu thích nhất" Liên hoan phim điện ảnh sinh viên Quảng Châu lần thứ 13 | Tam nhân hành       | Đạt giải   |
| 2016      | Giải "Nam chính xuất sắc nhất" giải màn ảnh vàng lần thứ nhất | Tam nhân hành       | Đề cử      |
| 2016      | Giải "Nam diễn viên được truyền thông chú ý nhất" Chinese Movie Channel với vai Trương Lễ Tín trong Tam Nhân Hành, khuôn khổ LHP Quốc tế Thượng Hải.                                                      | Tam nhân hành       | Đạt giải   |
| 2017      | Giải "Diễn viên điện ảnh của năm" bình chọn nhân vật của năm Danh sách truyền miệng của độc giả Nhật báo Thương mại Thành Đô lần thứ 3 Năm 2016 Tác phẩm thường niên của Văn học và Nghệ thuật Trung Quốc | Tam nhân hành       | Đạt giải   |

### Giải thưởng truyền hình
| Thời gian | Giải thưởng | Tác phẩm                                          | Tình trạng |
| --------- | --- | ------------------------------------------------- | ---------- |
| 2008      | Giải "Nam nghệ sĩ phong cách" Phim truyền hình tôi yêu tôi làm chủ Hồ Nam vệ thị                                                   | Khang Hy bí sử                                    | Đạt giải   |
| 2009      | "Nam diễn viên nổi tiếng nhất" Liên hoan truyền hình Thượng Hải lần thứ 15                                                         | Vua Thượng Hải                                    | Đề cử      |
| 2010      | Giải "Nam diễn viên phụ xuất sắc nhất" Bảng Phim truyền hình Phong Vân CNTV                                                        | Chi bằng khiêu vũ                                 | Đạt giải   |
| 2010      | Giải "Nam diễn viên thời trang xuất sắc nhất" Giải thưởng Ảnh hưởng Châu Á Bảng xếp hạng Hoa ngữ Toàn cầu lần thứ 14               | Vua Thượng Hải                                    | Đạt giải   |
| 2010      | "Nam diễn viên truyền hình xuất sắc nhất khu vực Hồng Kông và Đài Loan" Bảng xếp hạng Hoa ngữ Toàn cầu lần thứ 14                  | Vua Thượng Hải                                    | Đề cử      |
| 2011      | Giải "Nam diễn viên truyền hình xuất sắc nhất (Hồng Kông và Đài Loan)" Bảng xếp hạng Hoa ngữ toàn cầu lần thứ 15                   | Không kịp nói yêu em                              | Đề cử      |
| 2011      | Giải "Nam diễn viên có sức hiệu triệu nhất" Thịnh điển Internet phim truyền hình mùa hè Sohu                                       | Không kịp nói yêu em                              | Đạt giải   |
| 2011      | Giải "Cặp đôi màn ảnh đẹp nhất" Thịnh điển Internet phim truyền hình mùa hè Sohu                                                   | Không kịp nói yêu em                              | Đạt giải   |
| 2011      | Giải "Nam diễn viên được yêu thích nhất năm" Đại Kịch Thịnh Điển Youku                                                             | Không kịp nói yêu em                              | Đạt giải   |
| 2011      | "Giải thưởng cặp đôi màn ảnh được yêu thích nhất trên mạng của năm" Quốc Kịch Thịnh Điển lần thứ 3                                 | Không kịp nói yêu em                              | Đạt giải   |
| 2012      | Giải "Nam diễn viên nổi tiếng nhất khu vực Châu Á-Thái Bình Dương" Lạc Thị (LeTV) Thịnh Điển điện ảnh-truyền hình lần thứ 3        | Thiên nhai minh nguyệt đao                        | Đạt giải   |
| 2012      | Lễ trao giải phim truyền hình quốc gia lần thứ 4 Giải "Nam diễn viên có sức hiệu triệu nhất năm" Quốc Kịch Thịnh Điển lần thứ 4    | Thiên nhai minh nguyệt đao                        | Đạt giải   |
| 2012      | Giải "Diễn viên Hong Kong, Macao và Đài Loan được yêu thích nhất" Lễ nghệ thuật truyền hình Kim Ưng Trung Quốc lần thứ 9           | Ngàn cân treo sợi tóc                             | Đạt giải   |
| 2012      | Giải "Nam diễn viên chính xuất sắc nhất năm" Lạc Thị (LeTV) Thịnh Điển điện ảnh-truyền hình lần thứ 3                              | Ngàn cân treo sợi tóc, Thiên nhai minh nguyệt đao | Đạt giải   |
| 2012      | Giải "Nam diễn viên được yêu thích nhất" Lễ nghệ thuật truyền hình Kim Ứng lần thứ 9                                               | Ngàn cân treo sợi tóc                             | Đề cử      |
| 2012      | Giải "Nam diễn viên được yêu thích nhất" Giải thưởng truyền hình Kim Ưng Trung Quốc lần thứ 26                                     | Ngàn cân treo sợi tóc                             | Đề cử      |
| 2013      | Giải "Diễn viên xuất sắc của năm" Hội nghị xét chọn và khen thưởng hàng năm Ủy ban công tác đạo diễn phim truyền hình lần thứ nhất |                                                   | Đề cử      |
| 2013      | Giải "Diễn viên được yêu thích nhất khu vực Hồng Kông và Đài Loan" Quốc Kịch Thịnh Điển lần thứ 5                                  | Thời gian đẹp nhất                                | Đạt giải   |
| 2013      | Giải "Nam diễn viên chính xuất sắc nhất khu vực Hồng Kông và Đài Loan" Lạc Thị (LeTV) Thịnh Điển điện ảnh-truyền hình lần thứ 4    | Thời gian đẹp nhất                                | Đạt giải   |
| 2014      | Giải "Diễn viên được truyền thông đặc biệt đề cử" Quốc Kịch Thịnh Điển lần thứ 6                                                   |                                                   | Đạt giải   |
| 2014      | Giải "Diễn viên Hong Kong, Macao và Đài Loan được khán giả yêu thích nhất" Lễ nghệ thuật truyền hình Kim Ưng Trung Quốc lần thứ 10 | Thiên nhai minh nguyệt đao                        | Đề cử      |
| 2015      | Giải "Ngôi sao Châu Á" Liên hoan phim Truyền hình Quốc tế Seoul lần thứ 10                                                         | Bên nhau trọn đời, Thập nguyệt vi thành           | Đạt giải   |
| 2015      | Giải "Sức mạnh phim truyền hình của năm" Đông Phương Thịnh Điển sức ảnh hưởng Châu Á 2015                                          | Bên nhau trọn đời                                 | Đạt giải   |
| 2019      | 10 hạng mục hàng đầu ngành sản xuất truyền hình lần thứ 20.                                                                        | 10 diễn viên truyền hình xuất sắc                 | Đạt giải   |

### Giải thưởng âm nhạc
| Thời gian | Giải thưởng | Tác phẩm                     | Tình trạng |
| --------- | --- | ---------------------------- | ---------- |
| 1996      | "Mười hai ngôi sao vũ công" Giải trí Mãn Thiên Hạ đài RTHK Hồng Kong                                                                                          |                              | Đạt giải   |
| 1996      | Giải "Ấn tượng Vui vẻ" Đài phát thanh Hồng Kông |                              | Đạt giải   |
| 1996      | Giải "Nhảy Yeah nhất" Đài phát thanh Thương mại Hồng Kong |                              | Đạt giải   |
| 1996      | Giải "Tiến bộ trong năm" Đài RTHK Hồng Kong |                              | Đạt giải   |
| 1996      | "Top 10 thần tượng được yêu thích nhất" Đài Loan |                              | Đạt giải   |
| 1996      | "Top 10 Thần tượng Khỏe mạnh" Đài phát thanh Thương mại Hồng Kong                                                                                             |                              | Đạt giải   |
| 1996      | Giải "Bài hát tiếng phổ thông xuất sắc quý I" của Đài phát thanh Metro Hồng Kông                                                                              |                              | Đạt giải   |
| 1997      | "Top 10 thần tượng được yêu thích nhất" Đài Loan |                              | Đạt giải   |
| 1997      | "Video âm nhạc hay nhất" giải giai điệu vàng Trung Quốc 321 Malaysia lần thứ nhất                                                                             | Thân ái                      | Đạt giải   |
| 1998      | "Nam ca sĩ được yêu thích nhất" bảng Cự Tinh học đường Nhật báo Đại Thành Đài Loan                                                                            |                              | Đạt giải   |
| 1998      | "Giai điệu vàng Trung Quốc" 321 Malaysia lần thứ 2 | Em yêu anh ta sao            | Đạt giải   |
| 2011-01   | "Nam ca sĩ có màn trình diễn sân khấu xuất sắc nhất" BXH Bài hát Trung Quốc lần thứ 18                                                                        |                              | Đạt giải   |
| 2011-03   | " Nam ca sĩ được yêu thích nhất" Freshmusic Awards Singapore lần thứ 5                                                                                        |                              | Đạt giải   |
| 2011-04   | "Nam ca sĩ nổi tiếng nhất" học đường Hồng Kông và Đài Loan Bảng xếp hạng Music RadioTOP                                                                       |                              | Đạt giải   |
| 2011-10   | "Ca sĩ biểu diễn sân khấu xuất sắc nhất" Hồng Kông và Đài Loan giải Bài hát gốc Trung Quốc, Giải thưởng Phát thanh, Điện ảnh và Truyền hình Trung Quốc        |                              | Đạt giải   |
| 2011-10   | "Nam ca sĩ nổi tiếng nhất"được yêu thích nhất ở Hồng Kông và Đài Loan giải Bài hát gốc Trung Quốc, Giải thưởng Phát thanh, Điện ảnh và Truyền hình Trung Quốc |                              | Đạt giải   |
| 2011-12   | "Giai điệu vàng phổ biến nhất trên Internet" bảng Âm nhạc Tiên Phong                                                                                          | Rồi một ngày chúng ta sẽ già | Đạt giải   |
| 2011-12   | "Nam ca sĩ được yêu thích nhất" bảng Âm nhạc Tiên Phong |                              | Đạt giải   |
| 2011-12   | " Nghệ sĩ Toàn năng của Năm" bảng Âm nhạc Tiên Phong |                              | Đạt giải   |
| 2012-01   | "Nam ca sĩ trình diễn trên sân khấu xuất sắc nhất" BXH Bài hát Trung Quốc lần thứ mười chín                                                                   |                              | Đạt giải   |
| 2012-01   | "Giai điệu vàng thường niên" BXH Bài hát Trung Quốc lần thứ mười chín                                                                                         | Rồi một ngày chúng ta sẽ già | Đạt giải   |
| 2014-05   | "Top 10 bài hát được yêu thích nhất" bảng Bài hát mới Trung Quốc lần thứ nhất                                                                                 | Trung Quốc sơn               | Đạt giải   |
| 2014-05   | "Nghệ sĩ toàn năng được yêu thích nhất" bảng Bài hát mới Trung Quốc lần thứ nhất                                                                              | Thiên hạ chi phong           | Đạt giải   |
| 2014-05   | "Nam ca sĩ có màn trình diễn trên sân khấu được yêu thích nhất" bảng Bài hát mới Trung Quốc lần thứ nhất                                                      | Ái thần                      | Đạt giải   |
| 2015-04   | "Ca khúc phim truyền hình được yêu thích nhất" Lễ trao giải thường niên Bảng Âm nhạc Phong Vân lần thứ 15                                                     | Trung Quốc sơn               | Đạt giải   |
| 2016-04   | " Album được yêu thích nhất trong năm" Lễ trao giải thường niên bảng Âm nhạc Phong Vân lần thứ 16                                                             | Nhạc tác nhân sinh           | Đạt giải   |
| 2016-04   | "Bài hát được yêu thích nhất trong năm" Lễ trao giải thường niên Bảng Âm nhạc Phong Vânlần thứ 16                                                             | Nhạc tác nhân sinh           | Đạt giải   |
| 2016-04   | "Bài hát phim truyền hình được yêu thích nhất trong năm" Lễ trao giải thường niên Bảng Âm nhạc Phong Vân lần thứ 16                                           | Hà Dĩ ái tình                | Đạt giải   |

### Giải thưởng khác
| Thời gian | Giải thưởng | Tác phẩm | Tình trạng |
| --------- | --- | -------- | ---------- |
| 2007      | Giải "Phong cách từ t"hiện Lễ phong cách Leica |          | Đạt giải   |
| 2010      | Giải "Nghệ sĩ trào lưu tạo hình thời trang của năm "Đêm hội tiên phong tạp chí thời trang Thụy Lệ |          | Đạt giải   |
| 2010      | "Top 1 nghệ sĩ Cảng Đài nổi tiếng nhất toàn mạng" Bảng thế lực hot giải trí toàn cầu |          | Đạt giải   |
| 2011      | Giải "Nghệ sĩ tiên phong điện ảnh-truyền hình tinh thượng" Tinh Thượng Đại Điển lần thứ 11 |          | Đạt giải   |
| 2012      | Giải "Tạo hình đột phá của năm" Thịnh điển COSMO |          | Đạt giải   |
| 2012      | Giải "Nhân vật truyền cảm hứng thanh xuân năm 2012" |          | Đề cử      |
| 2012      | Giải "Nghệ sĩ toàn năng được yêu thích nhất năm" Quốc kịch thịnh điển lần thứ 4 |          | Đạt giải   |
| 2013      | Giải "Nam diễn viên có phong cách thời trang nhất" BQ Celebrity Score Awards lần thứ 8 |          | Đạt giải   |
| 2013      | Giải "Nhân vật trào lưu của năm" Đêm hội Weibo |          | Đạt giải   |
| 2013      | Giải "Nhân vật phong vân của năm" Quốc kịch thịnh điển lần thứ 5 |          | Đạt giải   |
| 2014      | Giải "Nhân vật của năm" Quốc kịch thịnh điển lần thứ 6 |          | Đạt giải   |
| 2014      | Giải "Nam thần của năm" Đêm hội Weibo |          | Đạt giải   |
| 2014      | Giải "Anh Nghệ thế giới" phim truyền hình Hong Kong - Giải thưởng dành cho các nghệ sĩ Hong Kong phát triển sự nghiệp tốt đẹp tại nhiều nơi tại lễ trao giải TV World 2014 Opening Ceremony & International Forum tổ chức tại Hong Kong |          | Đạt giải   |
| 2015      | Giải "Nam Thần nổi tiếng đầu năm" Đêm sinh thái LeTV |          | Đạt giải   |
| 2015      | Giải "Nhân vật đột phá của năm" Đêm hội video Youku |          | Đạt giải   |
| 2016      | Giải "Diễn viên được yêu thích nhất" Đêm sinh thái LeTV |          | Đạt giải   |
| 2017      | "Nhân vật hoàn mĩ nhất năm" thịnh điển mỹ lệ thời thượng COSMO |          | Đạt giải   |
| 2017      | "Người đại diện có sức ảnh hưởng nhất" Thịnh điển thương hiệu Nhật báo Thương mại Quốc tế |          | Đạt giải   |
| 2017      | "Ngôi sao có sức ảnh hưởng nhất" thời đại mạng Internet 2017 |          | Đạt giải   |
| 2018      | Đêm hội Sức mạnh thương mại ngôi sao BAZAAR MEN: Nghệ sĩ của năm "Tiên phong cho vẻ đẹp, trí tuệ" |          | Đạt giải   |
| 2018      | Giải "Nghệ sĩ toàn năng" Lễ Trao giải chất lượng phim truyền hình |          | Đạt giải   |
| 2018      | Giải "Nam thần của năm" Đêm hội Weibo |          | Đạt giải   |

## Trang liên kết
- Trang web chính thức Lưu trữ ngày 14 tháng 6 năm 2011 tại Wayback Machine
- Microblog Sina chính thức